# Museo Nacional de Capodimonte
El Museo Nacional de Capodimonte (en italiano: Museo Nazionale di Capodimonte) es un museo de Nápoles, Italia, situado en el interior del palacio homónimo en la zona de Capodimonte, que alberga varias galerías de arte antiguo, una de arte contemporáneo y un apartamento histórico.
Fue inaugurado oficialmente como museo en 1957, aunque las salas del palacio han albergado obras de arte desde 1758. Conserva predominantemente pinturas, distribuidas principalmente en las dos colecciones principales, la Farnesio, de la que forman parte algunos grandes nombres de la pintura italiana e internacional como Rafael, Vincenzo Petrocelli, Tiziano, Parmigianino, Brueghel el Viejo, El Greco, Ludovico Carracci o Guido Reni; y la Galería Napolitana, que se compone de obras provenientes de iglesias de la ciudad y de sus alrededores, transportadas a Capodimonte por razones de seguridad tras las supresiones de las órdenes religiosas, y cuenta con obras de artistas como Simone Martini, Colantonio, Caravaggio, Ribera, Luca Giordano o Francesco Solimena. También es importante la colección de arte contemporáneo, en la que destaca Vesuvius de Andy Warhol.

## Historia

### Sigloxviii

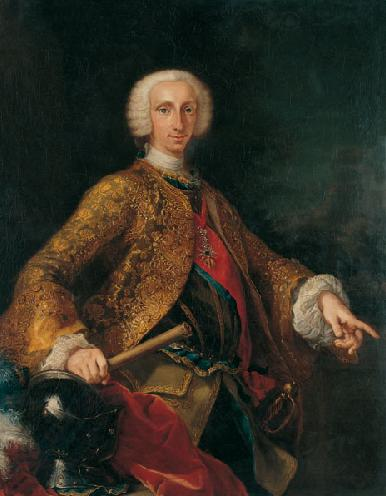
Carlos de Borbón, quien decidió la construcción del Palacio Real de Capodimonte para colocar allí la colección Farnesio.

Carlos de Borbón, que ascendió al trono de Nápoles en 1734, se planteó el problema de proporcionar un lugar digno para colocar las obras de arte heredadas de su madre, Isabel Farnesio, que formaban parte de su colección familiar, iniciada por el papa Paulo III en el siglo xvi y continuada por sus herederos. Dispersas todavía entre Roma y Parma, algunas obras, en particular aquellas cuyo valor superaba los gastos de transporte, fueron trasladadas en un primer momento al Palacio Real de Nápoles. Entre los artífices más destacados de estas obras se encontraban Rafael, Annibale Carracci, Correggio, Tiziano y Parmigianino. Sin embargo, en este palacio no había una galería de arte propiamente dicha; más tarde se trasladó también el resto de la colección y se conservó en el interior de los depósitos del palacio, donde sin embargo su integridad estaba amenazada por elementos naturales como la cercanía al mar. En 1738 el rey inició las obras para la construcción de un palacio en la colina de Capodimonte que pretendía usar como museo. Al mismo tiempo, un equipo de expertos diseñó las habitaciones interiores en las que se iba a colocar la colección: su proyecto contemplaba que las obras de arte se colocaran en las habitaciones que dan hacia el sur, hacia el mar. Con la construcción todavía incompleta, en 1758 se colocaron los primeros lienzos en doce habitaciones, organizados por artistas y escuelas pictóricas. Sin embargo, no se conoce con exactitud cuáles fueron las obras que se expusieron en el museo, ya que los anuarios de la época fueron destruidos durante la Segunda Guerra Mundial. Junto a su uso como museo, ya en 1755 se había instituido la Real Academia del Desnudo en el palacio, que fue confiada a la dirección del pintor Giuseppe Bonito.
En 1759 se trasladó el resto de la colección: se trataba de los cartones preparatorios para los frescos de la Capilla Paulina de Miguel Ángel y de la Sala de Heliodoro de Rafael en el Vaticano, así como cuadros de Giorgio Vasari, Andrea Mantegna y Masolino da Panicale. Entre los visitantes de la época se encontraban Jean-Honoré Fragonard, el marqués de Sade, Joseph Wright of Derby, Antonio Canova, Johann Wolfgang von Goethe y Johann Joachim Winckelmann. En torno al final de la década de 1770, con el traslado de otras piezas de la colección Farnesio, el museo llegó a ocupar veinticuatro salas. También se compraron nuevos cuadros, los primeros de los pintores meridionales, como Polidoro da Caravaggio, Cesare da Sesto, José de Ribera o Luca Giordano, además de los paneles de Anton Raphael Mengs, Angelika Kauffmann, Élisabeth Vigée-Le Brun y Francesco Liani. En 1783 se adquirió la colección del conde Carlo Giuseppe di Firmian, que contenía unos veinte mil grabados y dibujos de artistas como Fray Bartolomeo, Perin del Vaga, Alberto Durero y Rembrandt. En esta misma época se inauguró, por sugerencia del pintor de corte Jakob Philipp Hackert, un laboratorio de restauración confiado primero a la dirección de Clemente Ruta y posteriormente de Federico Andrés. En 1785, durante el reinado de Fernando I de las Dos Sicilias, se instituyó el Reglamento del Museo de Capodimonte, en el que se definieron los horarios de apertura, las tareas de los custodios, las responsabilidades del consignatario y las condiciones de acceso de los copistas, pero sin embargo no se liberalizó el acceso a la población general —pese a que esto ya sucedía en otros museos borbónicos— salvo que se contara con un permiso emitido por la Secretaría de Estado. A finales del siglo xviii, cuando el museo albergaba unos mil ochocientos cuadros, se decidió crear un único centro museístico napolitano y la decisión recayó en el Palazzo degli Studi, el futuro Museo Arqueológico Nacional. Las obras para este nuevo uso público del palacio habían empezado en 1777 a cargo de Ferdinando Fuga, con la intención de transportar allí toda la colección Farnesio y la Herculanense, esta última formada tras los hallazgos de las excavaciones arqueológicas de Pompeya, Herculano y Estabia, además de convertirlo en sede de la biblioteca y la academia.

### Sigloxix

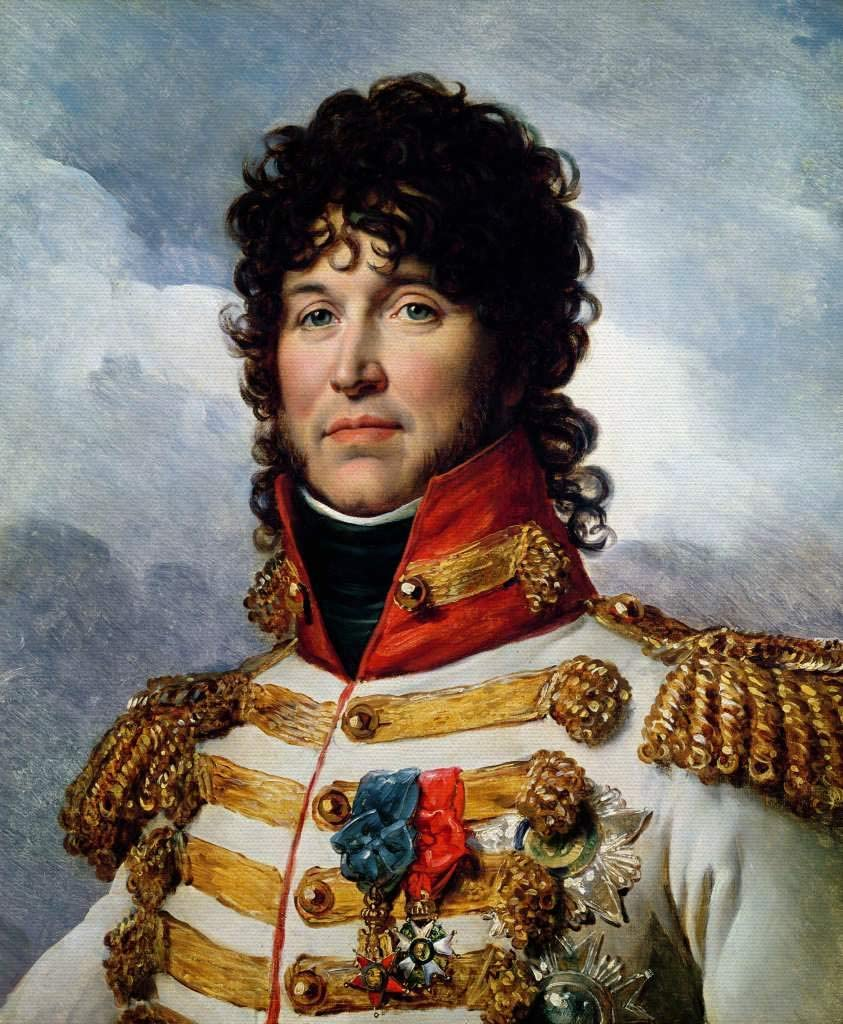
Joaquín Murat, el soberano que amuebló las habitaciones del palacio.

En 1799 se dio un duro golpe al museo con la llegada a Nápoles de los franceses y la breve institución de la República Partenopea. Temiendo lo peor, el año anterior Fernando ya había trasladado a Palermo catorce obras maestras. Los soldados franceses saquearon numerosas obras: de los 1783 cuadros que formaban parte de la colección, 329 de los cuales pertenecían a la colección Farnesio y el resto procedían de adquisiciones borbónicas, treinta se destinaron a la República, mientras que otros trescientos fueron vendidos, particularmente en Roma. Tras su regreso a Nápoles, Fernando ordenó a Domenico Venuti que encontrara las obras saqueadas. Sin embargo, las pocas que se recuperaron no volvieron a Capodimonte, sino al Palazzo Francavilla, la nueva sede escogida para el museo de la ciudad.
El inicio del decenio francés en 1806 se correspondió con el abandono definitivo del papel museístico del Palacio Real de Capondimonte en favor de un uso residencial. Todas las obras se trasladaron al interior del Palazzo degli Studi, aunque para decorar las nuevas salas del palacio se utilizaron pinturas provenientes de monasterios suprimidos como el de Santa Caterina a Formiello, Monteoliveto y San Lorenzo, tanto que Joaquín Murat propuso la creación en Capodimonte de una galería napolitana, con la intención, como él mismo dijo, de «estimular el genio de la juventud, siguiendo el ejemplo de los antiguos maestros».
Tras la restauración de los Borbones en 1815, el Palacio Real de Capodimonte continuó teniendo un uso residencial. Las paredes de las salas se adornaron con cuadros enviados por jóvenes artistas napolitanos mandados a Roma para estudiar a expensas de la Corona, que podían mostrar así sus progresos. En 1817 llegó al palacio la colección del cardenal Borgia, muy deseada por Murat pero cuya adquisición fue completada por Fernando. Sin embargo, en estos años no faltaron ejemplos de dispersión de las obras que formaban parte del antiguo museo, como las donadas a la Universidad de Palermo en 1838 o la venta de la colección de Leopoldo de Borbón-Dos Sicilias, hermano de Francisco I de las Dos Sicilias, a su yerno Enrique de Orleans para saldar las deudas de juego, que posteriormente se trasladó al Palacio de Chantilly.
Tras la unificación italiana y el nombramiento como director de la Casa Real de Annibale Sacco, el Palacio Real de Capodimonte, además de continuar teniendo un uso residencial, volvió de nuevo a tener, aunque no oficialmente, un uso museístico. Tras la cesión de unos novecientos cuadros, bajo las órdenes de Sacco y sus colaboradores Domenico Morelli y Federico Maldarelli, se trasladaron a las salas del palacio numerosas porcelanas y biscuits, que se colocaron en el ala noroeste; pinturas napolitanas, que en poco más de veinte años superaron las seiscientas unidades; y más de cien esculturas. Todas las obras se dispusieron cronológicamente, según los estándares museísticos modernos, en las salas del piano nobile que rodean el patio septentrional, creando una especie de pinacoteca. En 1864 se trasladó la colección de armas farnesiana y la de la armería borbónica. En 1866 fue el turno del salottino de porcelana del gusto chinesco de María Amalia de Sajonia, situado inicialmente en una habitación del Palacio Real de Portici, mientras que en 1880 se trasladaron tapices tejidos por la Manufactura Real y animales de pesebre de la artesanía napolitana. El Palacio Real de Capodimonte volvió a convertirse de esta manera en un centro cultural napolitano hasta el punto de que en 1877 se realizó en su interior una fiesta con ocasión de la Exposición Nacional de Bellas Artes.

### Siglosxxyxxi

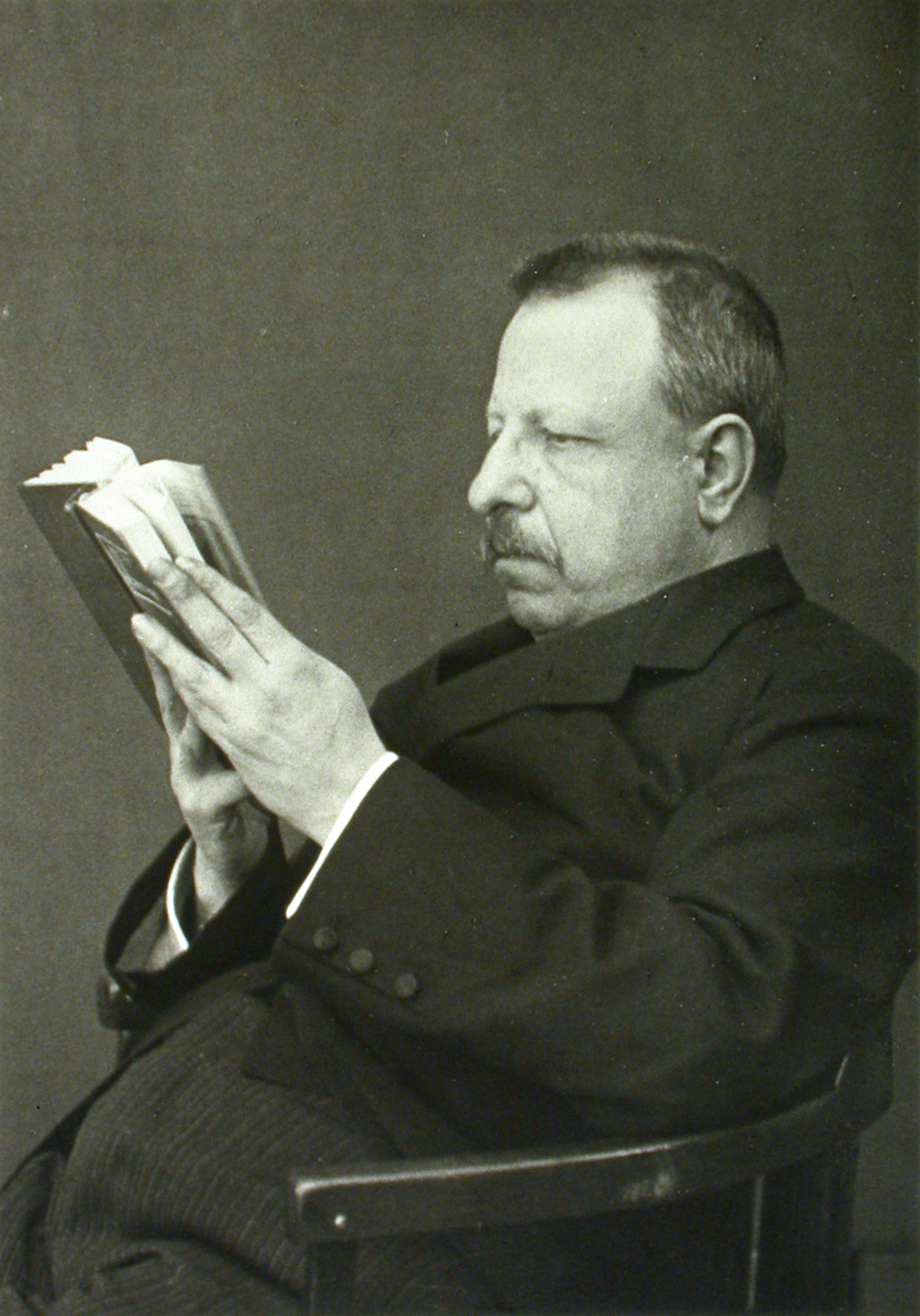
Benedetto Croce, una de las personas que trabajaron para la creación del museo.

El inicio del siglo xx marcó una época de estancamiento en la fase de musealización: el palacio se convirtió en residencia fija de la familia del duque de Aosta, mientras que las colecciones que formarán el núcleo del futuro museo estaban todavía en el Palazzo degli Studi, que tras la unificación italiana había recibido el nombre de Museo Arqueológico Nacional. Pese a la adquisición de obras de pintores como Masaccio, en 1901, y Jacopo de' Barbari, entre los años veinte y treinta se alcanzó el punto álgido de las cesiones. Estas se realizaron en parte para satisfacer las peticiones de Parma y Piacenza, como una especie de resarcimiento de lo que se había llevado Carlos de Borbón, y en parte para amueblar salas de las sedes institucionales del Estado Italiano —como el Palacio del Quirinal, el Palazzo Montecitorio o el Palazzo Madama—, embajadas en el exterior y universidades. Tras el estallido de la Segunda Guerra Mundial, las colecciones de los museos napolitanos se trasladaron, en verano de 1940, a la Abadía de la Santísima Trinidad de Cava de' Tirreni y, en 1943, tras el avance de los alemanes, a la Abadía de Montecasino. Sin embargo, las tropas de la división Göring consiguieron saquear cuadros de Tiziano, Parmigianino, Sebastiano del Piombo y Filippino Lippi, que fueron encontrados tras el final del conflicto en una cantera cerca de Salzburgo y devueltos a Nápoles en 1947.
En la posguerra, en medio del entusiasmo por la obra de reconstrucción del país, se llevó a cabo un proyecto de reorganización de los museos napolitanos. Bruno Molajoli trasladó definitivamente todos los cuadros al Palacio Real de Capodimonte, que había sido liberado de su función residencial tras la marcha de los duques de Aosta en 1946. Se escuchaba así la petición ya expresada varios años antes por personalidades ilustres de la cultura italiana, entre ellos Benedetto Croce, de dedicar el Museo Arqueológico Nacional exclusivamente a la colección de antigüedades, debido a que esta última había ocupado con el curso de los años cada vez más espacio tanto de la galería como de la biblioteca, que fue trasladada al Palacio Real de Nápoles en 1925. Con un decreto firmado en 1949 nació oficialmente el Museo Nacional de Capodimonte. Las obras de remodelación de las habitaciones del palacio empezaron en 1952, gracias a la financiación de la Cassa del Mezzogiorno, y fueron continuadas por el propio Molajoli, Ferdinando Bologna, Raffaello Causa y Ezio De Felice, que se ocupó principalmente de los aspectos arquitectónicos y de la disposición museográfica, admirada por su modernidad y funcionalidad y tomada como modelo durante mucho tiempo. En la primera planta se colocaron los cuadros del siglo xix y se reconstruyeron las habitaciones del apartamento real, además de los laboratorios para la conservación y restauración, mientras que en la segunda planta se creó una pinacoteca para los cuadros clásicos.
El museo fue inaugurado oficialmente en 1957. Con un enfoque muy moderno, los cuadros estaban divididos sobre todo por colecciones históricas, poniendo de manifiesto su diferente historia; estaban organizados posteriormente en orden cronológico y por escuelas pictóricas, con dibujos y textos explicativos, además de una iluminación cenital y un sistema de filtrado de la luz. Posteriormente el museo se enriqueció con nuevas colecciones: recibió las donaciones, en 1958, de la colección De Ciccio, con sus numerosas obras de artes aplicadas, y la colección de dibujos y grabados, además del traslado de numerosas obras provenientes de las iglesias de la ciudad para su conservación.
Durante los años setenta se realizó una serie de exposiciones temporales sobre la producción artística napolitana. Además de estas, en 1978 Alberto Murri propuso una exposición de arte contemporáneo, cuyo éxito impulsó a que se creara una permanente. Tras el terremoto de Irpinia de 1980, gracias a las numerosas financiaciones recibidas, el museo cerró parcialmente para una restauración completa. En 1995 reabrió la primera planta, mientras que en 1999 reabrió completamente. Nicola Spinosa, ayudado por Ermanno Guida, se ocupó de la nueva colocación de las obras, para la que siguió un orden histórico y geográfico, dando una gran importancia también a la proveniencia de los objetos, integrando la historia de estos con la de su musealización.

## Descripción

El entresuelo:
██ Gabinete de Dibujos y Grabados
██ Ottocento Privado
██ Colección Mele.

El Museo Nacional de Capodimonte se extiende por las tres plantas del Palacio Real de Capodimonte y la disposición de las obras data de la última restauración realizada desde principios de los años ochenta hasta 1999. En la planta baja, pero usando también zonas del sótano, están colocados los servicios para los visitantes y algunas salas didácticas; en el entresuelo está el Gabinete de Dibujos y Grabados y las exposiciones del Ottocento Privado y de los carteles Mele; en la primera planta se encuentra la Galería Farnesio, la colección Borgia, el apartamento real, la colección de las porcelanas, la colección De Ciccio y la armería farnesiana y borbónica; en la segunda planta está la Galería Napolitana, la colección d'Avalos, la sala de los tapices d'Avalos y la sección de arte contemporáneo; esta última continúa también en la tercera planta, donde están también la Galería del Siglo xix y la galería fotográfica.

### Planta baja, sótano y entresuelo
En la planta baja están situados los servicios para los visitantes como la taquilla, librería, cafetería y guardarropa. También hay un auditorio capaz de alojar conferencias, proyecciones, traducciones simultáneas y conciertos en vivo, cuyas paredes están decoradas con dos tapices de la colección d'Avalos. En el atrio, antes de la escalera de honor, está Júpiter fulminando a los titanes, escultura en biscuit de Filippo Tagliolini, y una instalación de Luciano Fabro de 1989 titulada Norte, sur, oeste y este juegan en Shanghái, en aluminio y hierro. En el jardín, poco antes de la entrada, hay una obra de arte contemporáneo, Signo austral cruz del sur, de Eliseo Mattiacci.

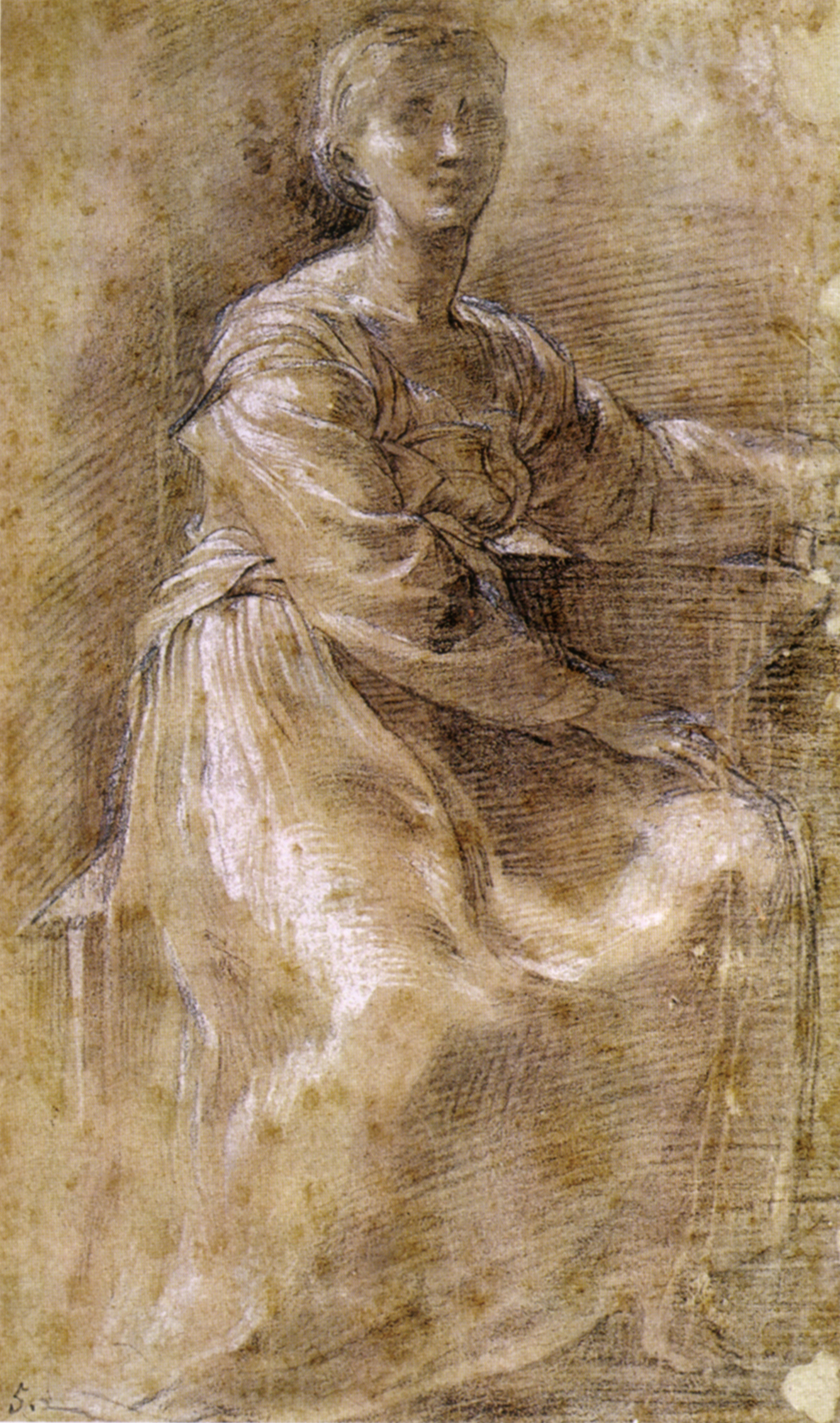
Mujer sentada de Parmigianino, expuesta en el Gabinete de Dibujos y Grabados.

En el sótano se encuentran dos salas didácticas. La primera, llamada sala Sol LeWitt por el nombre de su diseñador, es utilizada para encuentros, conferencias, exposiciones, seminarios y conciertos dirigidos a un público joven y tiene una instalación del propio LeWitt llamada Bandas blancas en una habitación negra. La segunda, la sala Causa, tiene una superficie de más de 700 m² y es utilizada principalmente para exposiciones temporales.
En el entresuelo se encuentra la colección Mele: se trata de carteles publicitarios de los Grandes Almacenes Mele, inaugurados en Nápoles en 1889 por los hermanos Emiddio y Alfonso Mele, y donados al Museo de Capodimonte en 1988. Estos representan un importante testimonio del lenguaje figurativo napolitano en una época comprendida entre finales del siglo xix y principios del xx. Los carteles eran encargados a la Officina Grafica Ricordi y los dibujos realizados por artistas como Franz Laskoff, Leopoldo Metlicovitz, Leonetto Cappiello, Aleardo Villa, Gian Emilio Malerba, Achille Beltrame y Marcello Dudovich.
También en el entresuelo, en el ala meridional del palacio, se encuentra el Gabinete de Dibujos y Grabados, cuya exposición se inició en 1994. Esta colección reúne unas dos mil quinientas láminas y veinticinco mil grabados que van de los cartones preparatorios a los dibujos de autores como Annibale Carracci, Guido Reni y Giovanni Lanfranco, del cual hay unas cuatrocientas láminas preparatorias para frescos realizados en iglesias de Nápoles, así como de Pontormo, Tintoretto, Andrea del Sarto, José de Ribera y Aniello Falcone. En estas mismas salas están expuestas también las colecciones del conde Carlo Firmian, adquiridas en 1782, que cuentan con más de veinte mil grabados de Alberto Durero, Stefano della Bella, Giovanni Benedetto Castiglione y Rembrandt; y la colección Borgia, adquirida en 1817, que comprende ochenta y seis acuarelas y dibujos indios. Hay también otras colecciones, donadas tras la apertura del museo, como la de Mario y Angelo Astarita, donada en 1970, compuesta por cuatrocientos diecinueve dibujos, acuarelas y óleos de artistas de la escuela de Posillipo, entre los que destaca Giacinto Gigante, o adquisiciones estatales como la colección de sesenta y cuatro estudios y relieves del arquitecto Federico Travaglini.
Concluye el entresuelo la colección del Ottocento Privado: instalada en 2012 en el ala meridional del palacio, recoge en siete salas cuadros de los siglos xix y xx. Originalmente estas salas, desde 1816, albergaban el apartamento privado de Fernando I, fueron utilizadas posteriormente por la princesa Carolina a mediados del siglo xix, y más tarde fueron destinadas a la familia de los duques de Aosta en la primera mitad del siglo xx. Tras la institución del museo en 1957, las salas acogieron las oficinas de la Superintendencia, mientras que, durante las obras de restauración de los años noventa, fueron devueltas a su aspecto arquitectónico original y adaptadas a un uso museístico con la adición de muebles, tejidos y cortinas de fabricación napolitana.
La sala 1 está dedicada a la corriente neoclásica con obras de Vincenzo Camuccini, mientras que las salas 2 y 3 albergan paisajes napolitanos de artistas de la escuela de Posillipo como Anton Sminck van Pitloo, Gigante y los hermanos Palizzi; en la sala 4 hay pinturas realistas de la segunda mitad del siglo xix de artistas como Vincenzo Gemito, Domenico Morelli, Michele Cammarano y Giuseppe De Nittis; en la sala 5, obras que se inspiran en el arte oriental; y en las salas 6 y 7 varias donaciones de particulares o de artistas como Gioacchino Toma, Achille D'Orsi, Giovanni Boldini y Giacomo Balla.

### Primera planta

La primera planta:
██ Galería Farnesio
██ Colección De Ciccio
██ Armería farnesiana y borbónica
██ Apartamento Real
██ Colección Borgia
██ Salottino de Porcelana
██ Galería de las Porcelanas.

La primera planta está dividida entre la Galería Farnesio y el Apartamento Real. En particular, pertenecen a la Galería Farnesio las estancias que van de la sala 2 a la sala 30, donde está alojada la colección Farnesio, excluidas la sala 7, dedicada a la colección Borgia, y la 23, mientras que las salas de la 31 a la 60, a las cuales hay que añadir la sala 23, albergan el Apartamento Real, dentro del cual las salas 35 y 36 están dedicadas a la Galería de las Porcelanas, las salas 38 a la 41 a la colección De Ciccio y las salas que van de la 46 a la 50 a la armería farnesiana y borbónica.

#### Galería Farnesio
La colección Farnesio da su nombre a la galería homónima y todas las obras están ordenadas por su zona de proveniencia en secuencia temporal. La colección fue iniciada a mediados del siglo xvi por el papa Paulo III, el cual reunió en su palacio del Campo de' Fiori tanto obras antiguas, sobre todo estatuas provenientes de los hallazgos arqueológicos de la zona de Roma como los de las Termas de Caracalla, como modernas, en su mayoría obras pictóricas de artistas como Rafael Sanzio, Sebastiano del Piombo, El Greco y Tiziano. Durante el curso del siglo xvii, con Octavio Farnesio y su hijo Alejandro, la colección se enriqueció con numerosas piezas, gracias en parte a la donación, en 1600, de Fulvio Orsini al cardenal Eduardo y a la confiscación, en 1612, de los bienes pertenecientes a algunos miembros de la aristocracia parmesana y placentina, considerados responsables de una conspiración urdida el año anterior contra Ranuccio I Farnesio. Entraron así a formar parte de la colección obras de artistas como Correggio y Parmigianino, a los cuales se unieron algunas adquisiciones de los palacios romanos. Además, cuando Alejandro se convirtió en soberano de los Países Bajos, a la escuela pictórica italiana se añadió también la flamenca: sin embargo, según algunas fuentes de la época, el monarca no fue un atento coleccionista, al contrario que su padre y su madre Margarita de Parma. En 1693 se añadió la colección de Margarita Farnesio, hermana de Ranuccio. A continuación la colección pasó a manos de Isabel, y posteriormente a su hijo Carlos de Borbón, el cual cuando se convirtió en rey de Nápoles trasladó todas las obras a la capital de su reino. Ampliada con nuevas adquisiciones, incluidos objetos de ámbar, bronce, cristal de roca, mayólica y metales, la colección se alojó en el Palacio Real de Capodimonte, que fue construido a tal efecto. En el curso de los años, sin embargo, la colección fue trasladada a varios palacios de la ciudad hasta el final de la Segunda Guerra Mundial, cuando se decidió una reorganización de los museos napolitanos: las estatuas permanecieron en el Museo Arqueológico Nacional, mientras que las pinturas se trasladaron de nuevo al Palacio Real de Capodimonte, restaurando así la antigua galería farnesiana.

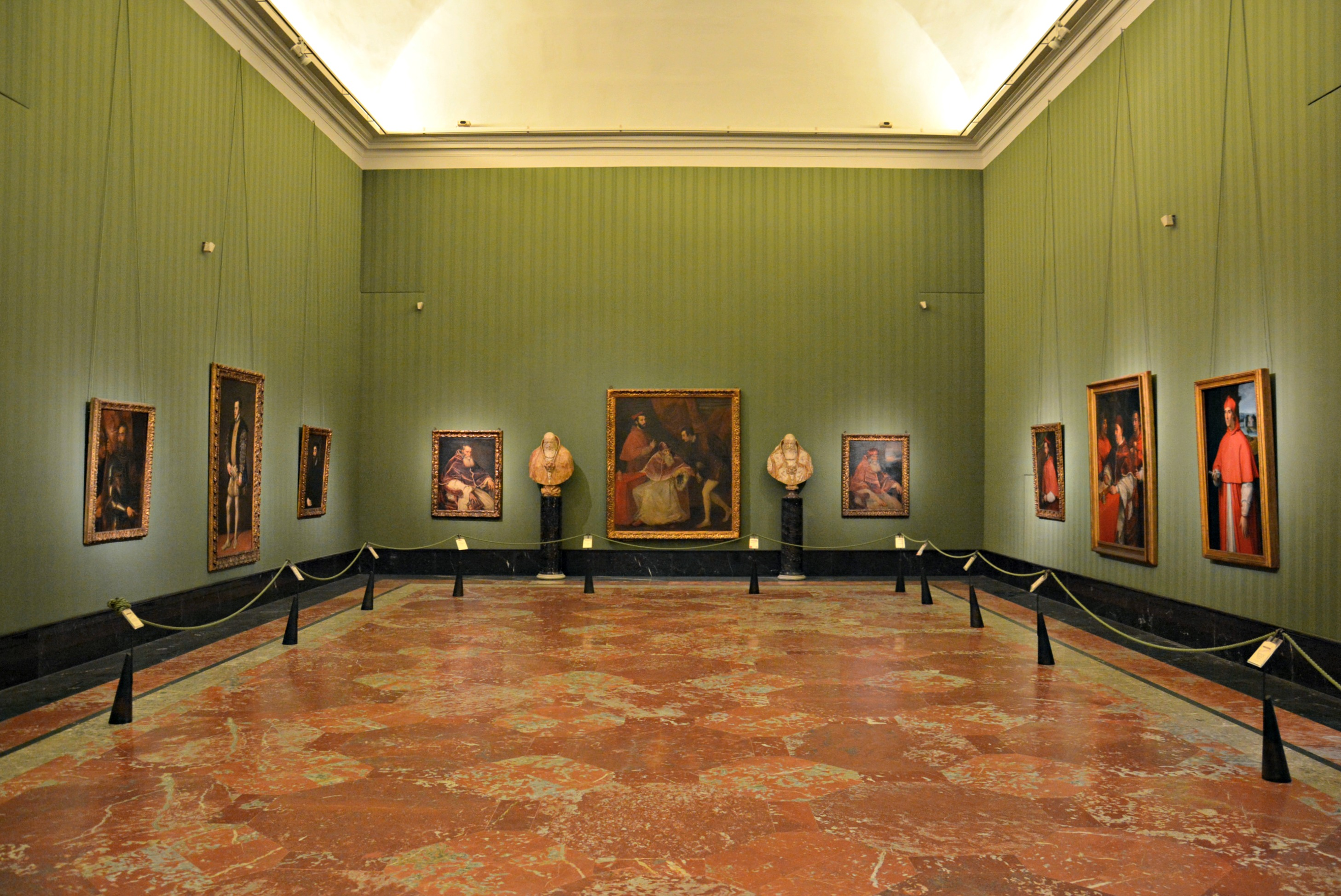
La sala 2.

La sala 2 marca la entrada a la Galería Farnesio y sus cuadros ofrecen una visión de las personalidades más relevantes de la familia Farnesio. Muchas de las obras presentes, como el Retrato de Pablo III y Pablo III y sus nietos Alejandro y Octavio Farnesio, son obra de Tiziano, cuya colección de Capodimonte es la más importante y numerosa del artista tanto en Italia como en el mundo. También están expuestos cuadros de Rafael como el Retrato del cardenal Alessandro Farnese, de Giorgio Vasari y de Andrea del Sarto, además de esculturas de Guglielmo Della Porta y un tapiz que representa el Sacrificio de Alejandro.

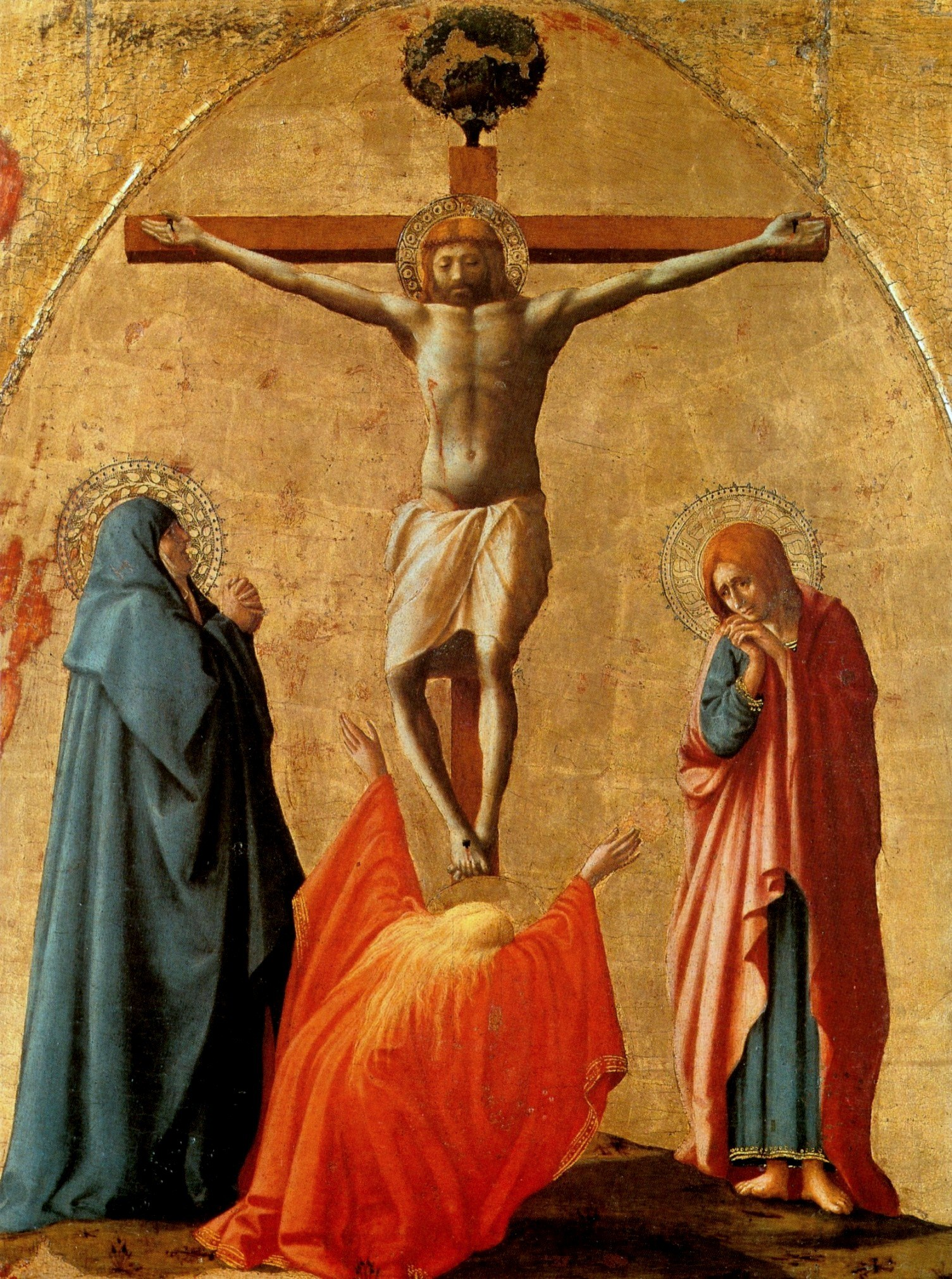
La Crucifixión de Masaccio, sala 3.

La pequeña sala 3 está dedicada enteramente a la Crucifixión de Masaccio, pese a que no forma parte de la colección Farnesio. Fue adquirida en 1901 por un particular como obra de un anónimo florentino del siglo xv y solo a continuación se consideró que era el compartimento central del Políptico de Pisa que realizó Masaccio para la iglesia de Santa Maria del Carmine de Pisa y fue posteriormente fraccionado en varias piezas conservadas en diferentes museos europeos y estadounidenses.
En la sala 4 se custodian cuatro dibujos a carboncillo: dos de Miguel Ángel, uno de Rafael y uno de Giovan Francesco Penni, heredados, según el testamento de un miembro de la familia Farnesio, por Ranuccio. Las obras llegaron al Palacio Real de Capodimonte en 1759, bajo José I Bonaparte, y posteriormente se trasladaron al Palazzo degli Studi, constituyendo el núcleo principal del Gabinete de Dibujos y Grabados. Finalmente fueron llevadas de nuevo al Palacio de Capodimonte. En esta misma sala hay además una pintura atribuida a Hendrick van den Broeck, Venus y Cupido, copia del homónimo carboncillo de Miguel Ángel, expuesto a su lado y objeto de numerosas réplicas por parte de otros artistas.
Desde la sala 5 las obras están dispuestas siguiendo un orden cronológico y divididas por ámbitos culturales. Entre las principales destacan dos tablas de Masolino da Panicale, la Fundación de Santa María la Mayor y la Asunción de la Virgen, elementos centrales del retablo Colonna, un tríptico colocado originalmente sobre el altar mayor de la basílica de Santa María la Mayor de Roma.
La sala 6 contiene cuadros de la colección farnesiana y borbónica de artistas renacentistas umbro-toscanos, los cuales muestran las novedades pictóricas de la época, como el uso de la perspectiva. Forman parte de ella artistas como Filippino Lippi, Lorenzo di Credi, Sandro Botticelli, Raffaellino del Garbo y Rafael, con su obra juvenil El Señor entre querubines y la cabeza de la Virgen, obra principal de la sala; se desvía del tema predominante el lienzo de Francesco Zaganelli, con el Cristo portacruz, más cercano a la pintura de Durero.
En la sala 8 empieza la serie de habitaciones que dan hacia el lado occidental del palacio y que ya en el siglo xviii albergaron los primeros cuadros de la colección farnesiana. El techo de la sala, al igual que el de las salas 9 y 10, presenta todavía los frescos decorativos del siglo xix, restaurados posteriormente durante los años cincuenta del siglo xx. En la sala se encuentran expuestas obras pictóricas del arte renacentista véneto datadas entre el siglo xv y principios del xvi de artistas como Bartolomeo Vivarini, Andrea Mantegna y Lorenzo Lotto, todas ellas pertenecientes a la colección Farnesio, mientras que las obras de otros artistas como Giovanni Bellini y Jacopo de' Barbari provienen de adquisiciones borbónicas. Los lienzos muestran todas las innovaciones de la época en la que fueron pintados, como el refinamiento cromático, el uso de la perspectiva aérea y el papel clave de la luz.
En la sala 9 están expuestas obras de Sebastiano del Piombo, Giulio Romano y Daniele da Volterra, que testimonian la intensa temporada artística romana del siglo xvi. En la habitación están expuestos además tres cuadros, Virgen del Velo y Retrato de Clemente VII con barba de Sebastiano del Piombo y Retrato de joven de Daniele da Volterra, realizados sobre pizarra, una técnica experimental utilizada como alternativa al lienzo y a las tablas. También es interesante la copia de El Juicio Final de Miguel Ángel pintada por Marcello Venusti, testimonio de cómo se presentaba la obra de la Capilla Sixtina antes de las intervenciones de Daniele da Volterra que cubrieron las partes consideradas indecentes.

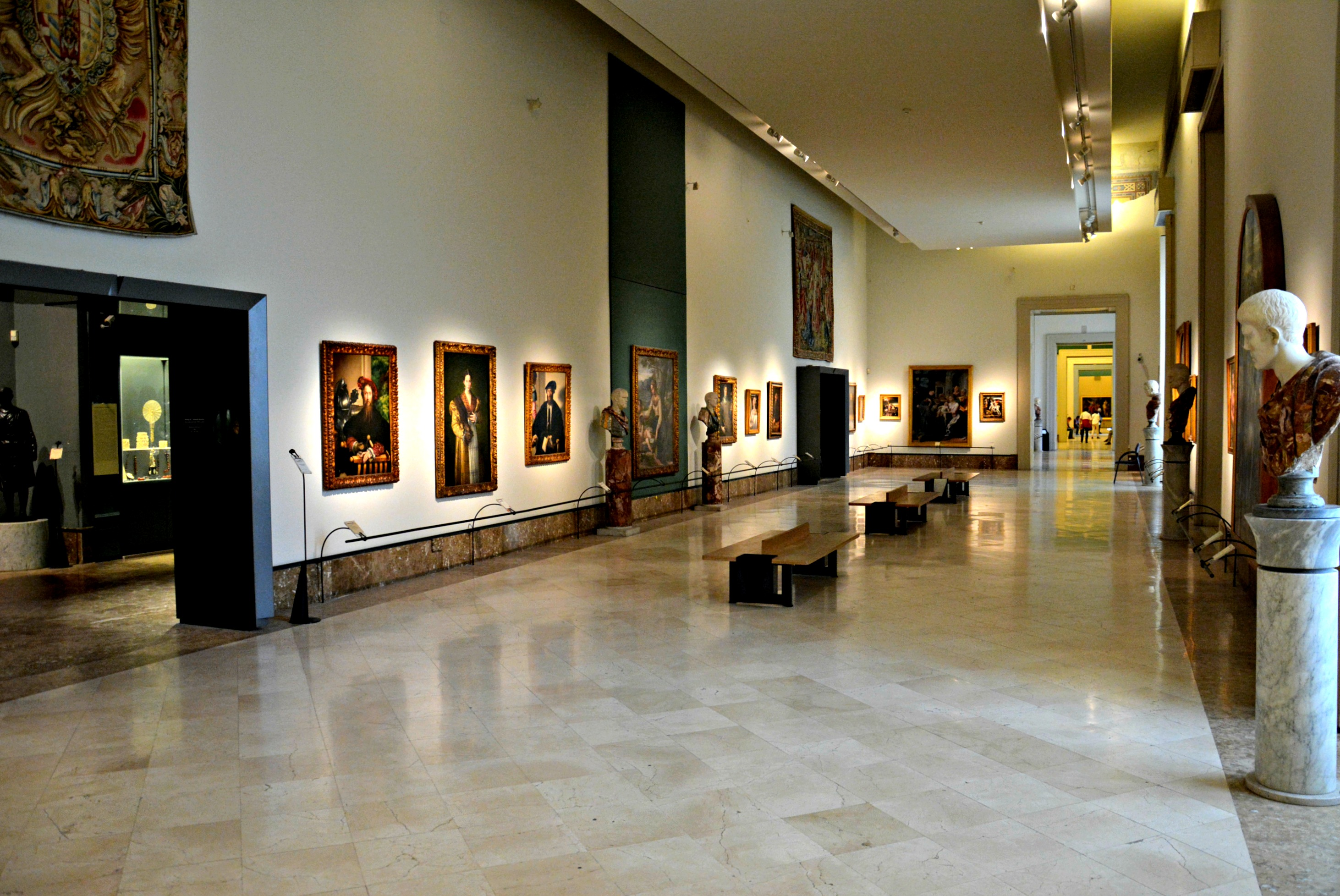
La sala 12.

La sala 10 alberga cuadros de artistas toscanos realizados en el primer cuarto del siglo xvi: se trata de Pontormo, Rosso, Fray Bartolomeo, Franciabigio, Andrea del Sarto, Domenico Puligo y Pieter de Witte, artistas que abrirán las puertas al manierismo.
La sala 11 alberga obras vénetas: en particular muestra la actividad de un ya maduro Tiziano con obras como Dánae, Retrato de una joven y Magdalena; de un joven Dominikos Theotokópoulos, más conocido como El Greco, alumno de Tiziano y pintor de corte de los Farnesio; y de Palma el Viejo. Del primero, también es digno de mención Muchacho encendiendo una candela, obra con un fuerte claroscuro, con evidentes influencias de Caravaggio.
La sala 12 alberga una de las colecciones de pintura emiliana del siglo xvi más importantes del mundo, fruto del coleccionismo de los Farnesio y de las confiscaciones de los bienes de algunas familias parmesanas y placentinas que habían urdido una conspiración contra Ranuccio Farnesio. Entre los artistas de las obras expuestas se encuentran Correggio, con sus temas sagrados y mitológicos y sus figuras humanas de formas suaves y colores tenues; Parmigianino, uno de los protagonistas del manierismo italiano y de una pintura hecha de experimentaciones; Girolamo Mazzola Bedoli; Benvenuto Tisi da Garofalo; Dosso Dossi; Lelio Orsi e Ippolito Scarsella, estos últimos dos con una característica vena fabulística y narrativa. Completan la sala algunos bustos de mármol de la época romana.
La sala 13 alberga obras de artistas que trabajaron en la corte Farnesio en Parma, un lugar en pleno fervor intelectual durante esa época: en particular se trata de Jacopo Zanguidi, más conocido como el Bertoja, con una Virgen con el Niño; y Girolamo Mirola, a las cuales hay que añadir también artistas extranjeros como Jan Soens.

Alma condenada de Giovanni Bernardino Azzolino, sala 14.

La sala 14 es la Galería de Cosas Raras, llamada habitualmente Wunderkammer, una especie de gabinete de curiosidades que tenía la tarea de fascinar y asombrar a los visitantes. Además de cuadros alberga las obras preciosas y raras de lo que queda de las artes decorativas de la colección Farnesio, antiguamente alojada en la Galería Ducal de Parma. Entre las obras presentes en la sala se encuentran el Cofre Farnesio, realizado por Manno Sbarri con cristales incrustados por Giovanni Bernardi; objetos de bronce provenientes de las diferentes escuelas italianas y europeas como los de Juan de Bolonia, algunos de típica factura renacentista, como el David de Francesco di Giorgio y el Cupido de Guglielmo Della Porta, o manieristas; monedas; objetos de marfil como una bandeja y una jarra de Johann Michael Maucher; medallas renacentistas obra del Pisanello, Matteo de' Pasti y Francesco da Sangallo; esmaltes, uno de los cuales representa Diana cazadora de Jacob Miller el Viejo; mayólicas de Urbino, incluida una vajilla de mayólica azul que perteneció a Alejandro Farnesio; cristales de roca; pequeñas tallas de madera y objetos y hallazgos exóticos como una Rana de piedra dura proveniente de México y la estatuilla de Huitzilopochtli, dios de la guerra azteco.
La sala 15 alberga exclusivamente los cuadros del pintor flamenco Jacob de Backer. Se trata de siete obras que representan los siete pecados capitales, tema recurrente en la cultura flamenca del siglo xvi: en el centro de cada cuadro está representado el pecado en cuestión y detrás de él escenas del Nuevo y del Antiguo Testamento. Las obras fueron adquiridas por Cosimo Masi en Flandes y confiscadas en 1611 por Ranuccio Farnesio. Tras su llegada a Nápoles no disfrutaron de mucha fortuna, tanto que fueron conservadas en los depósitos del palazzo degli Studi antes de ser cedidas a la Cámara de Diputados de Roma para embellecer las paredes; volvieron a Nápoles en 1952.
La sala 16 está dedicada a la pintura lombarda de los siglos xv y xvi, que tuvo su punto álgido en ciudades como Cremona, Brescia, Bérgamo y sobre todo Milán. Entre los artistas expuestos están Bernardino Luini y Cesare da Sesto, que se inspiraron en Leonardo da Vinci; y Giulio Cesare Procaccini, que en su Virgen con el Niño y ángel muestra los signos de la rígida moral de la Contrarreforma en la pintura sagrada, aunque a la vez se pueden apreciar los primeros rasgos del barroco. Completan la habitación algunos bustos de emperadores romanos, expuestos originalmente en el Palacio Farnesio de Roma.

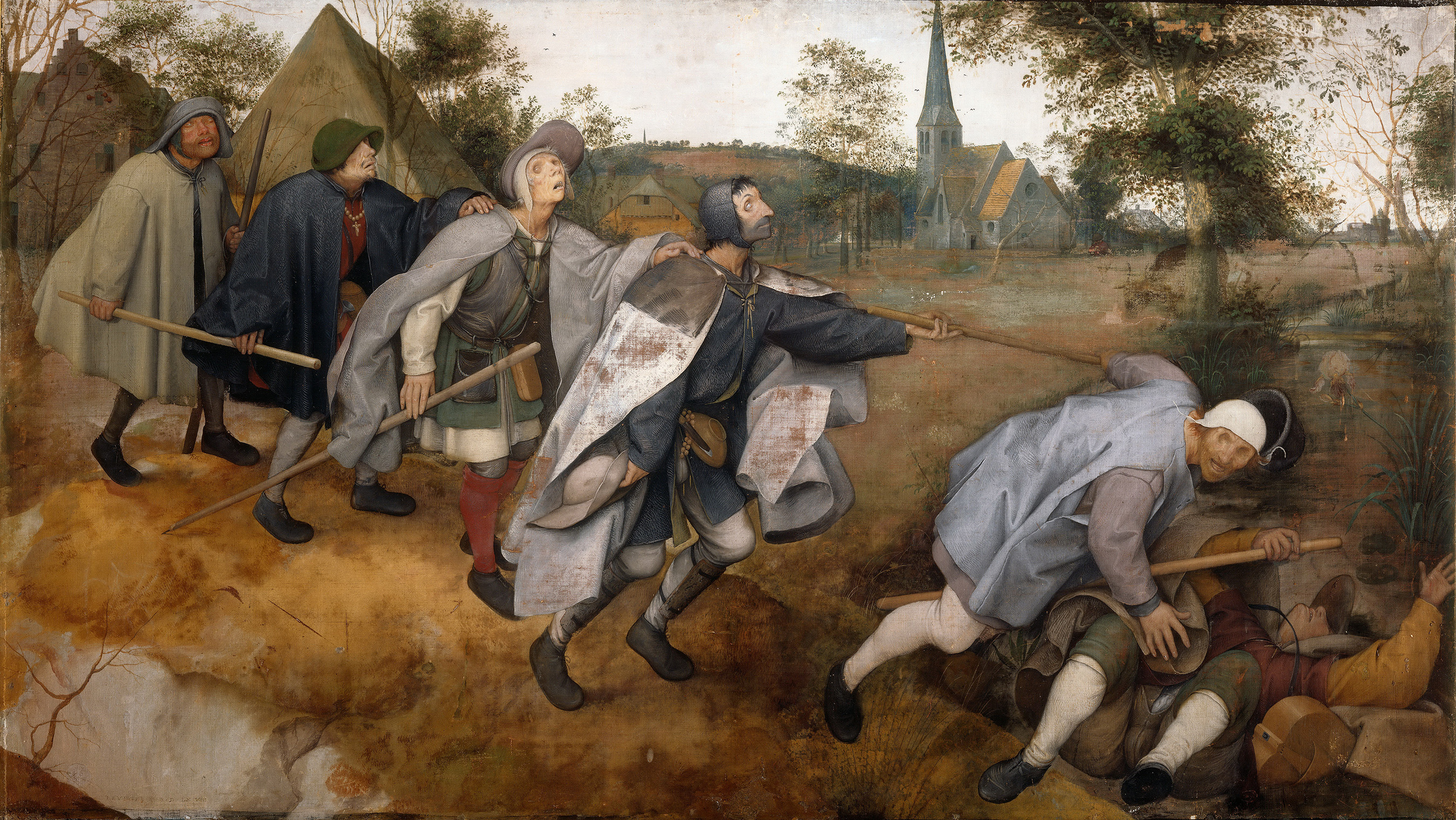
La parábola de los ciegos de Brueghel el Viejo, en la sala 17.

En la sala 17 se encuentran cuadros de la zona flamenca y alemana. En particular, están expuestas las dos obras maestras de Pieter Brueghel el Viejo, La parábola de los ciegos y El misántropo, que representan dos momentos de la fase madura del artista. Estas fueron adquiridas por Cosimo Masi, secretario del príncipe Alessandro, y confiscadas por los Farnesio en 1611 a un heredero suyo, Giovanni Battista Masi. También hay trípticos, como la Crucifixión y la Adoración de los magos de Joos van Cleve, con paneles móviles y ricos de elementos decorativos, tanto que parecen reproponer elementos típicos del arte italiano, y un grupo de cuadros de Herri met de Bles que representan paisajes, ya citados en los inventarios del marqués Girolamo Sanvitale. Otros artistas expuestos son Jacob Cornelisz van Oostsanen y Bernard van Orley, este último con el Retrato de Carlos V. La mayor parte de estos lienzos forman parte de la colección Farnesio gracias a las adquisiciones realizadas por el cardenal Eduardo a partir de 1641.

Carnicería de Joachim Beuckelaer, sala 18.

La sala 18 está dedicada casi enteramente a Joachim Beuckelaer. No se conoce ni cuándo ni quién adquirió las obras, pero estas pertenecían seguramente a la colección Farnesio de Parma ya en 1587, según aparece en algunos inventarios de familia, junto con unos cuarenta cuadros que pertenecían al duque Octavio y a Ranuccio, en esa época en la que los bodegones y las escenas populares como las de mercados y campos, que los lienzos proponen, cosecharon un gran éxito en Italia. La única obra que no pertenece a Beuckelaer es Jesús entre los niños, de Maarten de Vos.
En la sala 19 están expuestas las obras de los exponentes de la familia Carracci, es decir, los hermanos Agostino y Annibale, dos de los artistas más apreciados por la familia Farnesio, y su primo Ludovico. Sus lienzos están condicionados por las privaciones impuestas por el Concilio de Trento, aunque consiguieron encontrar una nueva solución artística según la cual el artista debía tener una visión de la realidad para hacer que la pintura italiana saliera del estado de crisis en el que se encontraba sumida.
La sala 20 continúa exponiendo obras de la escuela emiliana con Annibale Carracci, esta vez presente con una pintura madura e inspirada en los mitos griegos como Rinaldo y Armida y la Alegoría fluvial; Giovanni Lanfranco y Sisto Badalocchio.

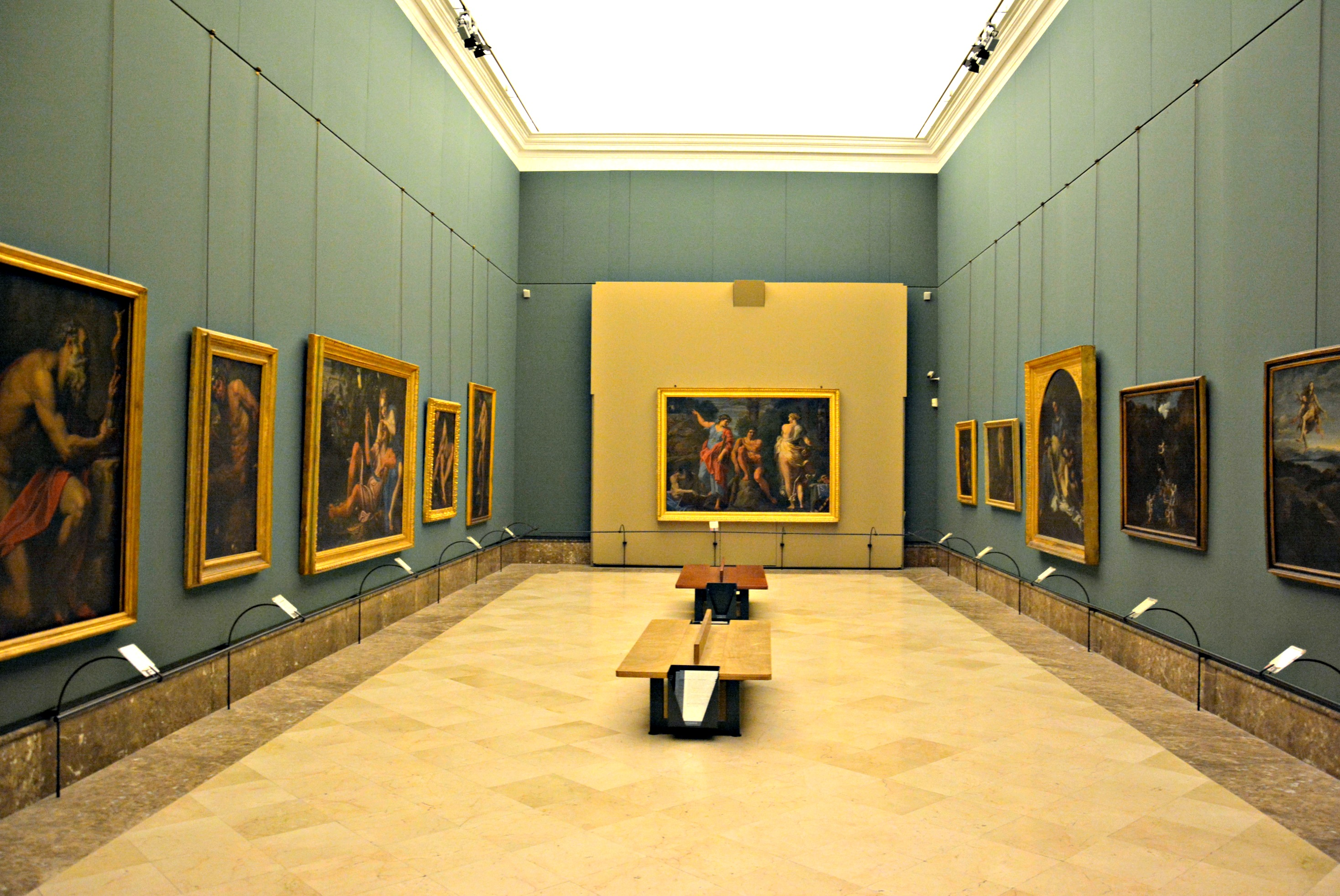
La sala 20.

La sala 21 está dedicada por completo a las pinturas de Bartolomeo Schedoni, artista que unió su existencia profesional a los Farnesio, trabajando para la familia entre Módena y Parma. Los Farnesio le encargaron la mayor parte de sus obras, incluidas las que, tras su muerte, se encontraban depositadas en su taller. Estudioso de Correggio, Federico Barocci y de los Carracci, Schedoni hace de la luz la novedad predominante de sus pinturas, que combina con figuras excéntricas.
La sala 22 está dedicada también a la pintura emiliana: la obra principal es Atalanta e Hipómenes de Guido Reni, a la que se unen cuadros de Giovanni Lanfranco y Michele Desubleo. Todos los cuadros presentan las temáticas y el estilo propios de la naciente corriente barroca.
En la sala 24 están expuestas pinturas flamencas del siglo xvii con artistas como Antoon van Dyck y su Cristo Crucificado, adquirido por Diego Sartorio por mil quinientos ducados, Pieter Paul Rubens y Daniel Seghers. Se trata de obras pertenecientes a la colección Farnesio o adquisiciones posteriores que ofrecen una comparación entre la pintura italiana y la holandesa de la época.
En la sala 25 continúa la exposición de los pintores flamencos, en particular de obras que tratan de vistas, género que, desde finales del siglo xvi, tuvo un enorme éxito gracias a las peticiones de los ricos burgueses que querían adornar las paredes de sus palacios con lienzos que representaran escenas de vida cotidiana. Entre los artistas expuestos en la sala están Sebastian Vrancx, Gillis Mostaert y Pieter Brueghel el Joven con Paisaje invernal.
En la sala 26 se encuentran también artistas flamencos. Esta vez, sin embargo, el tema se desplaza a los bodegones, que tendrán un enorme éxito durante todo el siglo xvii. Se trata de representaciones íntimas de escenas familiares con representaciones de fruta, animales de caza, flores, vajillas y cristales, como demuestra el lienzo de David de Coninck Animales de caza o el Interior de cocina de David Teniers el Joven.
En la sala 27 continúan los artistas emilianos, en particular los influidos por la experiencia de la Accademia degli Incamminati. Están expuestas obras de Ludovico Carracci, como la Caída de Simón el Mago, que se abre a una nueva concepción del espacio y muestra los rasgos de un primer barroco; de Domenichino, con el Ángel de la guarda, que sin embargo sigue anclado en el clasicismo; y de Alessandro Tiarini, que continúa siguiendo el estilo de la escuela caravaggista.

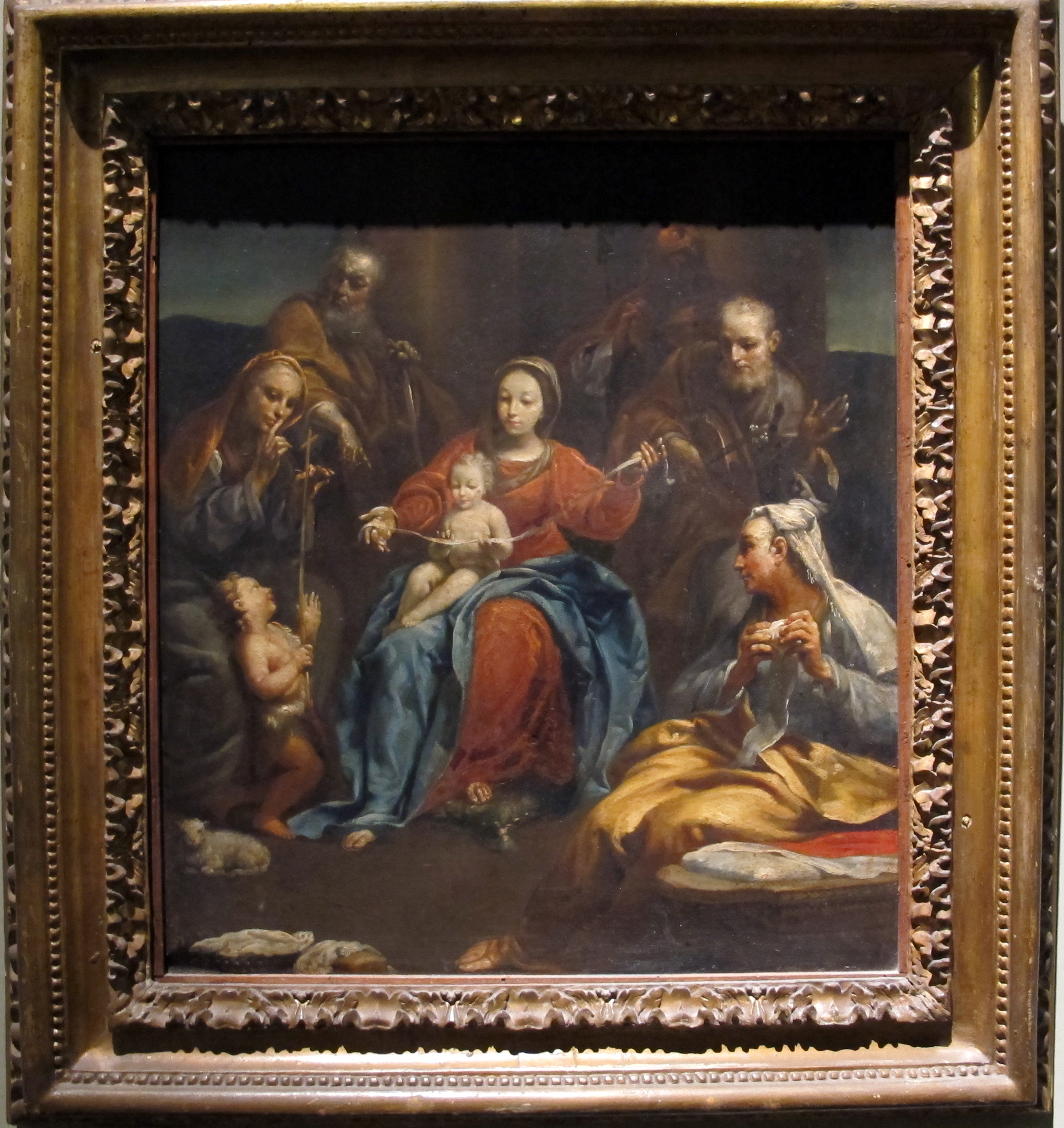
La Sagrada Familia y santos de Giuseppe Maria Crespi, sala 30.

El estilo tardo manierista de finales del siglo xvi está expresado en las obras de artistas toscanos y ligures custodiadas en la sala 28. Es muy importante en estos lienzos el uso del color, que da casi una tonalidad sobrenatural proporcionando al mismo tiempo una luminosidad dulce y difusa. Son testimonio de esto la Piedad de Cigoli, Venus y Adonis de Luca Cambiaso y San Sebastián llevado al sepulcro de Domenico Cresti.
La sala 29 alberga obras de diferente proveniencia y que pertenecieron a diferentes clases culturales, lo que demuestra que la familia Farnesio, a causa de desavenencias internas, ya no era capaz de encargar a los artistas cuadros para su propia colección. Las más representativas de la sala son de artistas de Génova, ciudad que vivió entre los siglos xvi y xvii una buena temporada artística: son característicos los óleos sobre cobre de Carlo Saraceni de tema mitológico y las obras de Orazio de Ferrari y Giovan Battista Gaulli, mientras que el Paisaje con la ninfa Egeria de Claude Lorrain proviene de la colección borbónica.
La sala 30 concluye la colección Farnesio: en ella están las obras de Sebastiano Ricci, veneciano del siglo xvii, uno de los pintores de la casa Farnesio en Parma que disfrutó de la protección de Ranuccio. En la sala están también La Sagrada Familia y santos de Giuseppe Maria Crespi.

#### Colección Borgia
La sala 7 alberga la colección Borgia. Se trata de una colección adquirida en 1817 por Fernando I, de propiedad del cardenal Borgia, el cual, durante el curso del siglo xviii, acumuló, gracias a sus varias misiones católicas por todo el mundo, numerosos testimonios artísticos de los pueblos más dispares, incluidos los orientales y exóticos. Las obras eran conservadas por el cardenal en un palacio romano y en su residencia en Velletri, donde dieron origen a un verdadero museo, abierto a los estudiosos y subdividido en diez secciones: antigüedades egipcias, etruscas y volscas, greco-romanas, arte del Extremo Oriente, antigüedades árabes, objetos etno-antropológicos de Europa Septentrional, de América Central y el Museo Sagrado, compuesto por obras ligadas a la iconografía y a la liturgia sagrada. Tras la muerte del cardenal las obras fueron heredadas por su nieto Camilo Borgia y a continuación adquiridas por el soberano borbónico. La colección fue expuesta primero en el Real Museo Borbónico y a continuación, en 1957, trasladada al Palacio Real de Capodimonte donde, tras largos trabajos de inventariado, están expuestas tres secciones, el Museo Sagrado, el Árabe y el Índico.
Forman parte de la colección obras pictóricas como Santa Eufemia de Andrea Mantegna, la Virgen con el Niño y los santos Pedro, Pablo y Antonio abad de Taddeo Gaddi, la Virgen con el Niño de Bartolomeo Caporali, la Virgen de Jacopo del Casentino, el San Sebastián de Taddeo di Bartolo y las Virtudes y escenas de la vida de Jasón de Giovanni Bernardi. También están presentes objetos de manufactura siria, española, birmana y francesa de varios materiales, como el Políptico de la Pasión, de alabastro, de escuela inglesa, vidrios, joyas, esmaltes como el Portapaz de Nicolò Lionello, y marfiles, como la Crucifixión bizantina del siglo x.

#### Apartamento Real
Las salas de la 31 hasta la 60, a las que hay que añadir la sala 23 pero se excluyen las salas 35 y 26, las salas de la 38 a la 41 y las salas de la 46 a la 50, albergan el Apartamento Real.

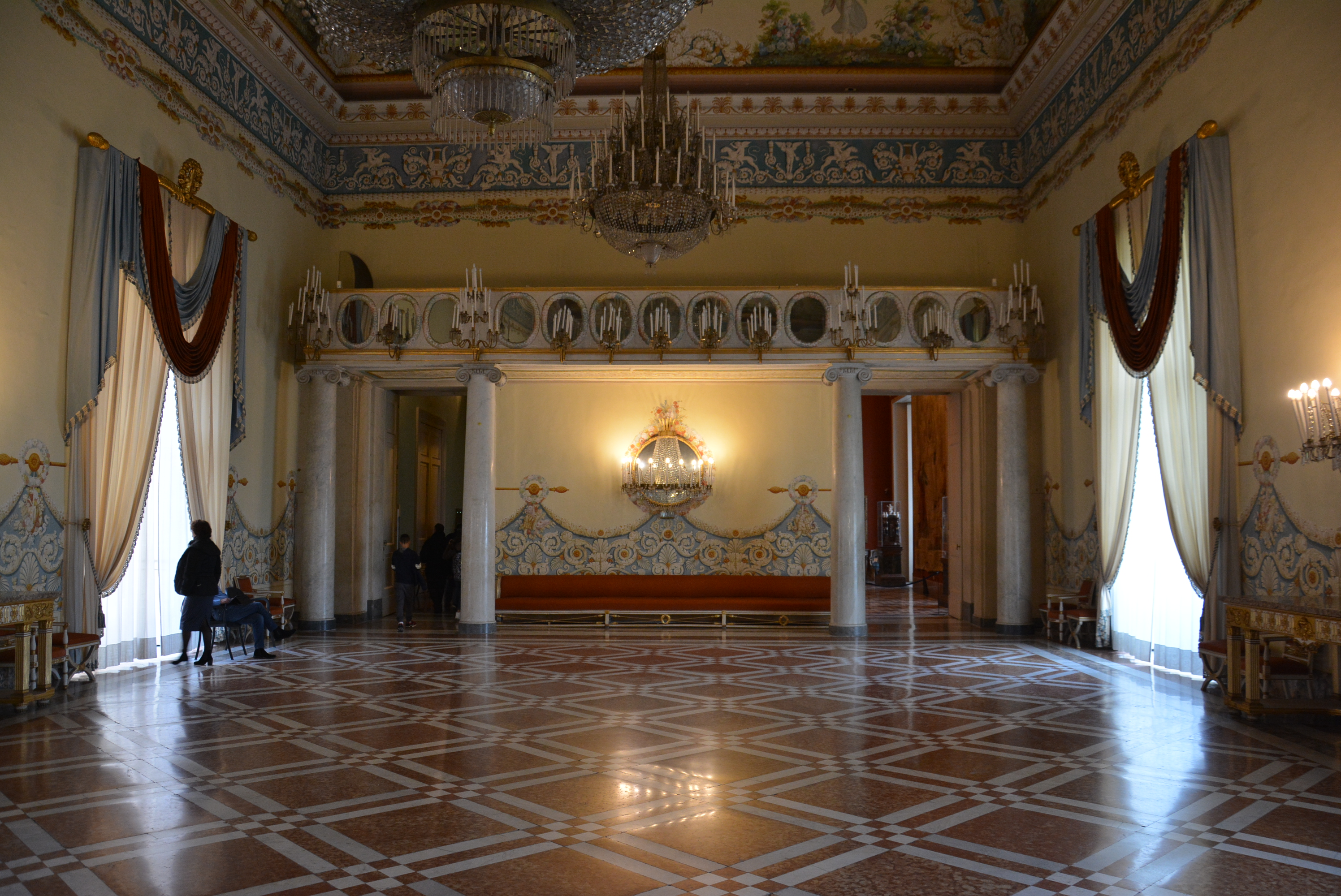
El Salón de las Fiestas.

Aunque tanto su arquitectura como su mobiliario originario han sido modificados en parte, constituyen el apartamento que ha alojado a los reyes borbónicos, franceses y la familia de los duques de Aosta. La habitación principal es la sala 23, que albergaba el dormitorio de Francisco I y María Isabel de Borbón, realizado entre 1829 y 1830 según el proyecto de Antonio Niccolini con unas particulares decoraciones en las paredes que recuerdan a los frescos encontrados en las excavaciones arqueológicas de Pompeya y Herculano y una tapicería de la manufactura de San Leucio. La sala 31 es denominada Salón de la Cuna porque albergaba una cuna donada por el pueblo napolitano a los reyes con ocasión del nacimiento de Víctor Manuel III de Italia. Una particularidad de la sala es el pavimento de mármol proveniente de una villa romana de Capri, la Villa Jovis. La sala 42 es el Salón de las Fiestas, concebido originalmente para exponer las obras de la colección farnesiana y posteriormente transformado para desempeñar las funciones de representación de la familia real. Esta es una de las pocas habitaciones que conserva su aspecto original, con decoraciones de Salvatore Giusti, de estilo neoclásico, un pavimento de mármol y lámparas de cristal. La sala 52 alberga el Salottino de Porcelana: se trata de una habitación compuesta por más de tres mil piezas de porcelana realizada para la reina María Amalia entre 1757 y 1759 por Giovanni Battisti Natali, originalmente colocada en el Palacio Real de Portici y trasladada a Capodimonte en 1866 en una sala adaptada a tal efecto. La sala 56, realizada por voluntad de Annibale Sacco y de claro gusto neoclásico, recibe el nombre de Salón Camuccini debido a la presencia de obras pictóricas realizadas por Vincenzo Camuccini, a las que se unen las de otros artistas como Pietro Benvenuti y Francesco Hayez; custodia además un buen número de estatuas. Todas las habitaciones conservan un gran número de lienzos de los autores más dispares como Alexandre-Hyacinthe Dunouy, Claude Joseph Vernet, Antonio Joli, Francisco de Goya, Angelika Kauffmann y Giacinto Gigante, además de numerosos objetos de adorno como porcelanas, jarrones, pesebres, instrumentos musicales, sofás, lámparas y chimeneas, estas últimas presentes solo en las estancias de representación.

#### Galería de las Porcelanas

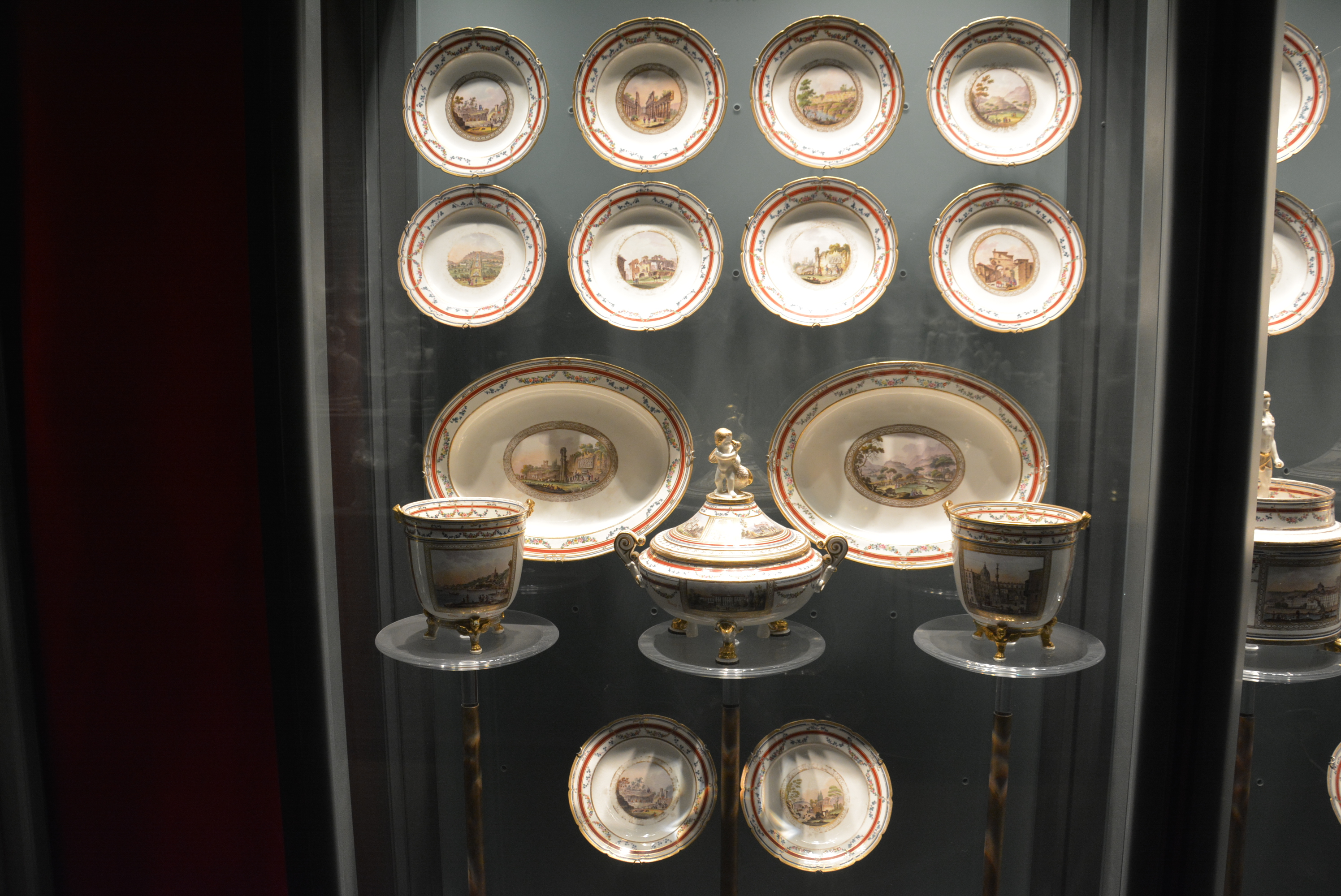
Parte del Servicio de la Oca en la Galería de las Porcelanas.

Las salas 35 y 36 constituyen la llamada Galería de las Porcelanas, que se compone de más de tres mil piezas, de las cuales, por motivos de espacio, solo están expuestos los servicios de porcelana italianos y europeos más representativos. En particular, hay porcelanas de Capodimonte, de Meissen, de Sèvres, con algunas piezas decoradas en Nápoles, de Viena y de Berlín. Todas las obras, excepto la Inmaculada, adquirida en 1972, provienen de la colección borbónica. Hasta 1860 estas piezas fueron utilizadas normalmente, y fue a partir de 1873, por órdenes de Víctor Manuel III, cuando se inició su proceso de musealización, encargado a Annibale Sacco.
En la sala 35 están expuestas las porcelanas producidas por la Real Fábrica de Capodimonte, mientras que en la sala 36 las fabricadas por las más importantes manufacturas europeas. Entre las obras principales se encuentra el Servicio de la Oca, una vajilla sobre cuyos platos están pintadas vistas de Nápoles y de sus alrededores, mientras que los que no tienen decoraciones están en depósito; un Conjunto de altar compuesto por seis candelabros y un crucifijo, realizado por Giuseppe Gricci para la capilla real de Portici; un Servicio de escritorio; un Servicio de chocolate con guirnaldas de flores y además numerosos vasos, estatuas, bandejas y platos.

#### Colección De Ciccio
En las salas 38, 39, 40 y 41 está alojada la colección De Ciccio. Se trata de una colección, ordenada según su disposición originaria, compuesta por unas mil trescientas piezas, en su mayor parte de artes aplicadas, incluidos cuadros y esculturas pero también objetos de bronce, marfil, mayólicas, porcelanas e incluso hallazgos arqueológicos, donados al Museo Nacional de Capodimonte en 1958 por el coleccionista Mario De Ciccio, que los había reunido a lo largo de unos cincuenta años de adquisiciones entre Nápoles, Palermo y varios mercados internacionales.
Entre las diferentes obras, destacan las cerámicas de estilo hispanomusulmán, las mayólicas renacentistas, entre ellas un azulejo con forma de estrella de la manufactura persa de Rayy, y las porcelanas de Meissen, Viena y Ginori. Entre las estatuas se encuentra una Virgen con el Niño de la escuela de Lorenzo Ghiberti y un San Mateo de bronce, atribuido a Alessandro Vittoria. Entre los cuadros está una tabla de Marco del Buono y Apollonio di Giovanni, que antiguamente decoraba un cassone. La colección también cuenta con vasos, platos y copas, entre las cuales hay algunas chinas de la época K'ang Hsi y Chien Lung; objetos de bronce renacentistas de Andrea Briosco, Alessandro Vittoria y Tiziano Aspetti; cristal de Murano y hallazgos arqueológicos como jarrones áticos de los siglos vi y v a. C., ritones del siglo iv a. C. y esculturas itálicas y etruscas.

#### Armería farnesiana y borbónica

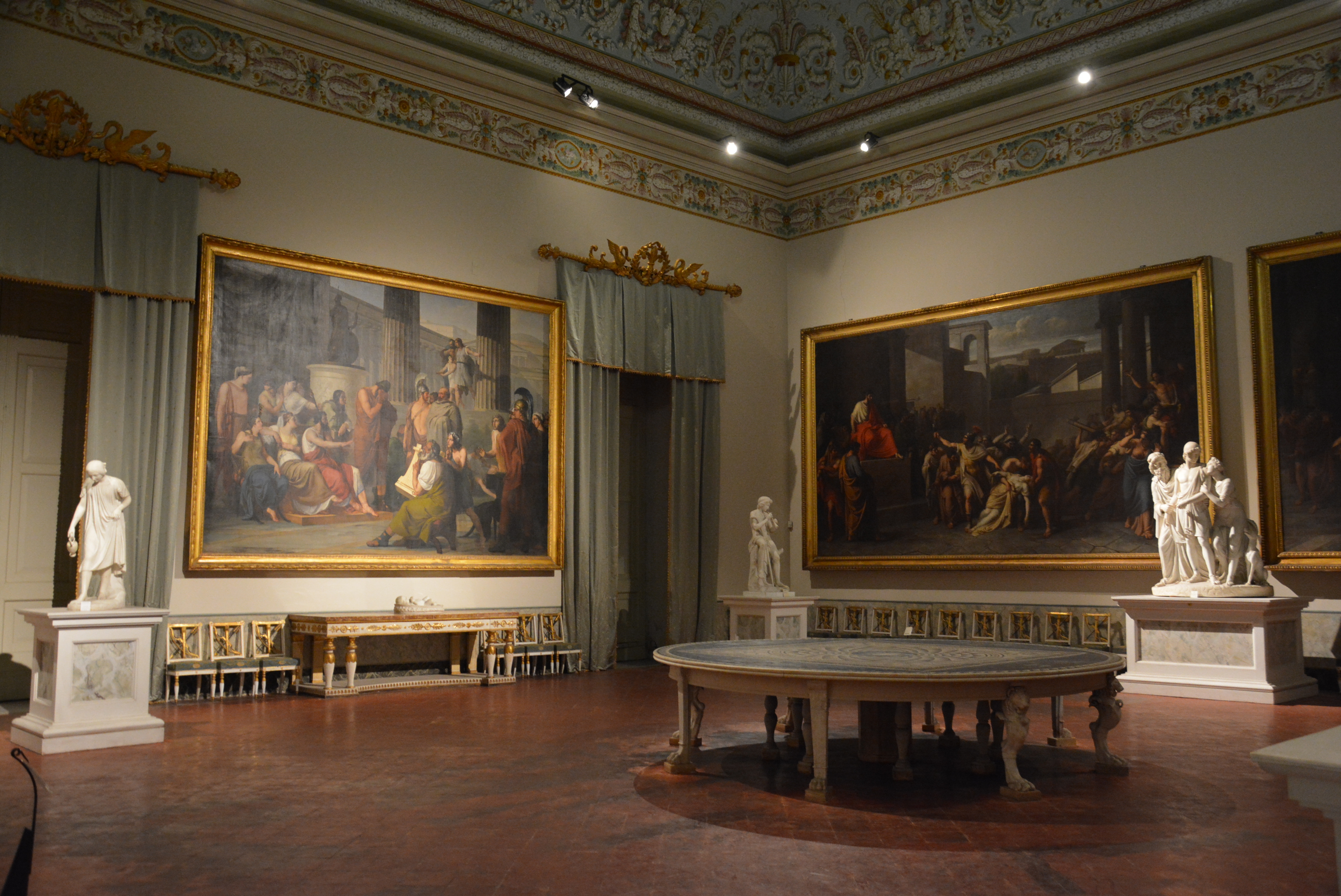
El Salón Camuccini.

En las salas 46, 47, 48, 49 y 50 están expuestas las colecciones de la armería farnesiana y borbónica. Se trata de unas cuatro mil piezas reunidas por primera vez en 1958 y que conservan todavía su aspecto original. La colección farnesiana contiene armas, en su mayoría de factura milanesa y bresciana, pero también ejemplos españoles y alemanes de armas de fuego, armas blancas, armaduras de torneo y de guerra, pistolas, espadas, dagas y arcabuces. Entre ellos destaca la Armadura de Alejandro Farnesio, también llamada del Lirio, de Pompeo della Cesa, y un fusil de rueda italiano que perteneció a Ranuccio Farnese. La colección borbónica consta de armas de fuego, algunas de ellas traídas de Madrid por Carlos de Borbón, y otras de manufactura napolitana provenientes de la Real Fábrica de Armas de Torre Annunziata, realizadas para satisfacer las necesidades del ejército borbónico, además de armas de caza como un fusil de pedernal que perteneció a María Amalia. A estas hay que añadir las armas donadas a Carlos y a Fernando, como carabinas y fusiles de fabricación sajona, vienesa y española, y armas blancas producidas por la Real Fábrica de Torre Annunziata y por la Fábrica de Aceros, esta última situada en el Parque de Capodimonte desde 1782. Entre los fabricantes de las obras están Carlo la Bruna, Biagio Ignesti, Michele Battista, Natale del Moro y Emanuel Estevan. También están custodiadas armas de manufactura oriental y figuras de guerra utilizadas por la escuela de artillería, armaduras italianas de guerra y torneo del siglo xvii, espadas de los siglos xvi y xviii, una de las cuales probablemente perteneció a Ettore Fieramosca, y armas de fuego italianas y europeas de los siglos xviii y xix. Destaca por último una figura de escayola realizada por Vincenzo Gemito que representa a Carlos V.

### Segunda planta

La segunda planta:
██ Arte contemporáneo
██ Sala de los Tapices
██ Colección D'Avalos
██ Galería Napolitana.

La segunda planta está dividida entre la Galería Napolitana y la colección de arte contemporáneo. En particular, las salas de la 61 a la 97, excluida la 62, albergan la galería del arte napolitano de los siglos xiii al xviii, la sala 62 los tapices d'Avalos y las salas de la 98 a la 101 la colección d'Avalos, mientras que la zona del arte contemporáneo ocupa dos salas además de otras que están en la tercera planta.

#### Galería Napolitana

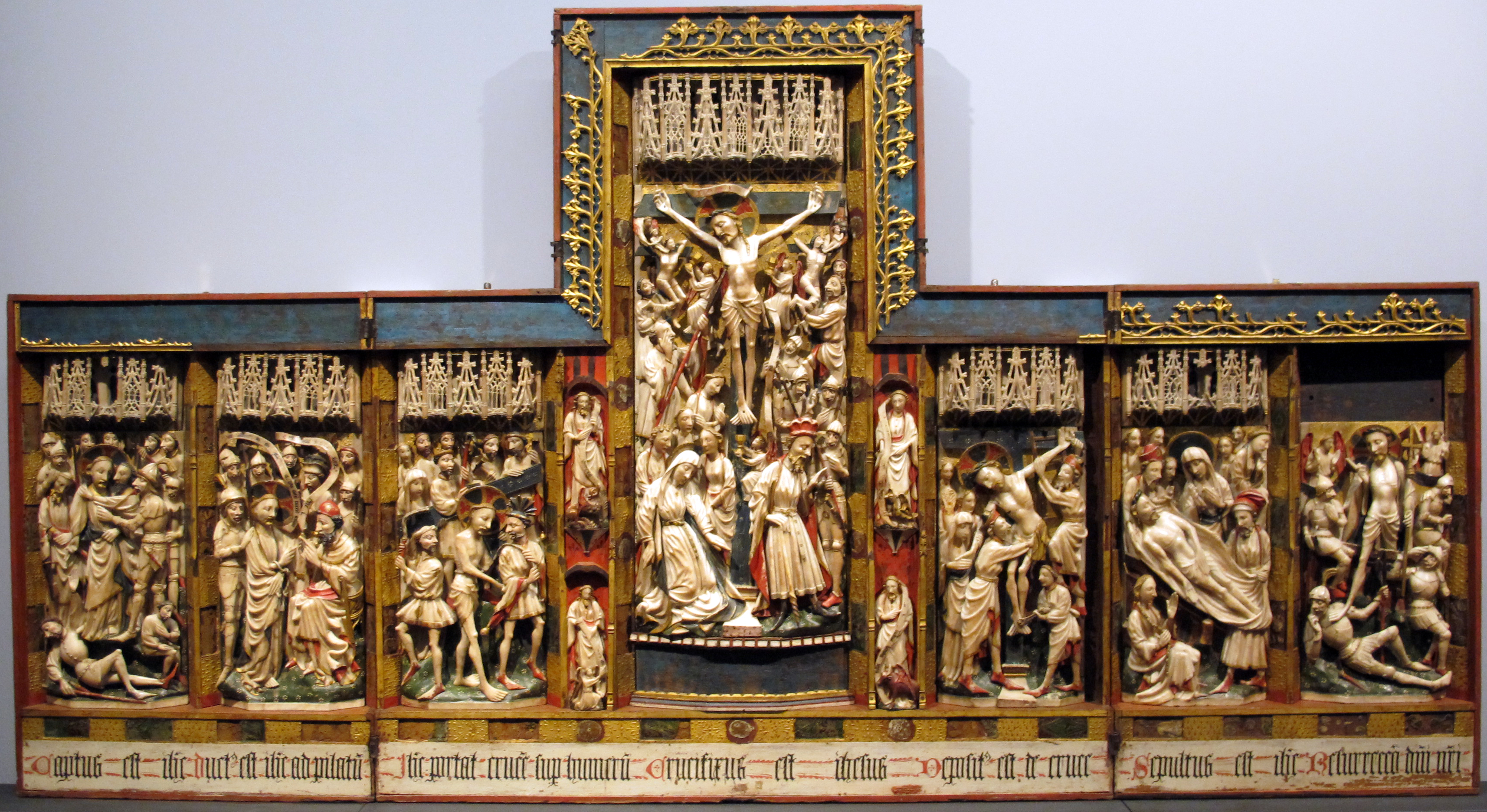
Políptico con historias de la Pasión, sala 61.

La Galería Napolitana se compone de cuarenta y cuatro salas y contiene pinturas, esculturas y tapices realizados por artistas napolitanos o de otros lugares pero que han trabajado o enviado obras a la ciudad y han influido la escuela local en la época comprendida entre los siglos xiii y xviii. La colección fue iniciada a principios del siglo xix, tanto como consecuencia de las supresiones de los monasterios durante la dominación napoleónica como por la búsqueda de obras para la colección real llevada a cabo por los emisarios borbónicos. En 2008 se volvió a ampliar gracias a numerosas adquisiciones estatales, donaciones, o, como sucedió entre 1970 y 1999, por razones de seguridad, sobre todo por lo que respecta a las obras custodiadas en iglesias cerradas o poco vigiladas. Por esta razón, los temas tratados son predominantemente religiosos, que embellecían las iglesias, pero también hay temas más profanos como batallas, escenas mitológicas y bodegones, a menudo encargados por particulares para sus casas burguesas. La colocación de estas obras en las habitaciones intenta reproducir la estrecha relación que hay entre la historia y el arte en la zona napolitana y en el sur de Italia en general, con obras encargadas tanto por la casa reinante como por los aristócratas que han hecho de la ciudad partenopea un centro cultural internacional.
La Galería Napolitana empieza en la sala 61, que aloja obras de diversa tipología, que demuestran la variedad y complejidad de las realizaciones artísticas de Nápoles. Están expuestos el Políptico con historias de la Pasión, fabricado en Nottingham en alabastro y madera; un tapiz que representa el Descendimiento de la cruz; y estatuas de madera de Giovanni da Nola.

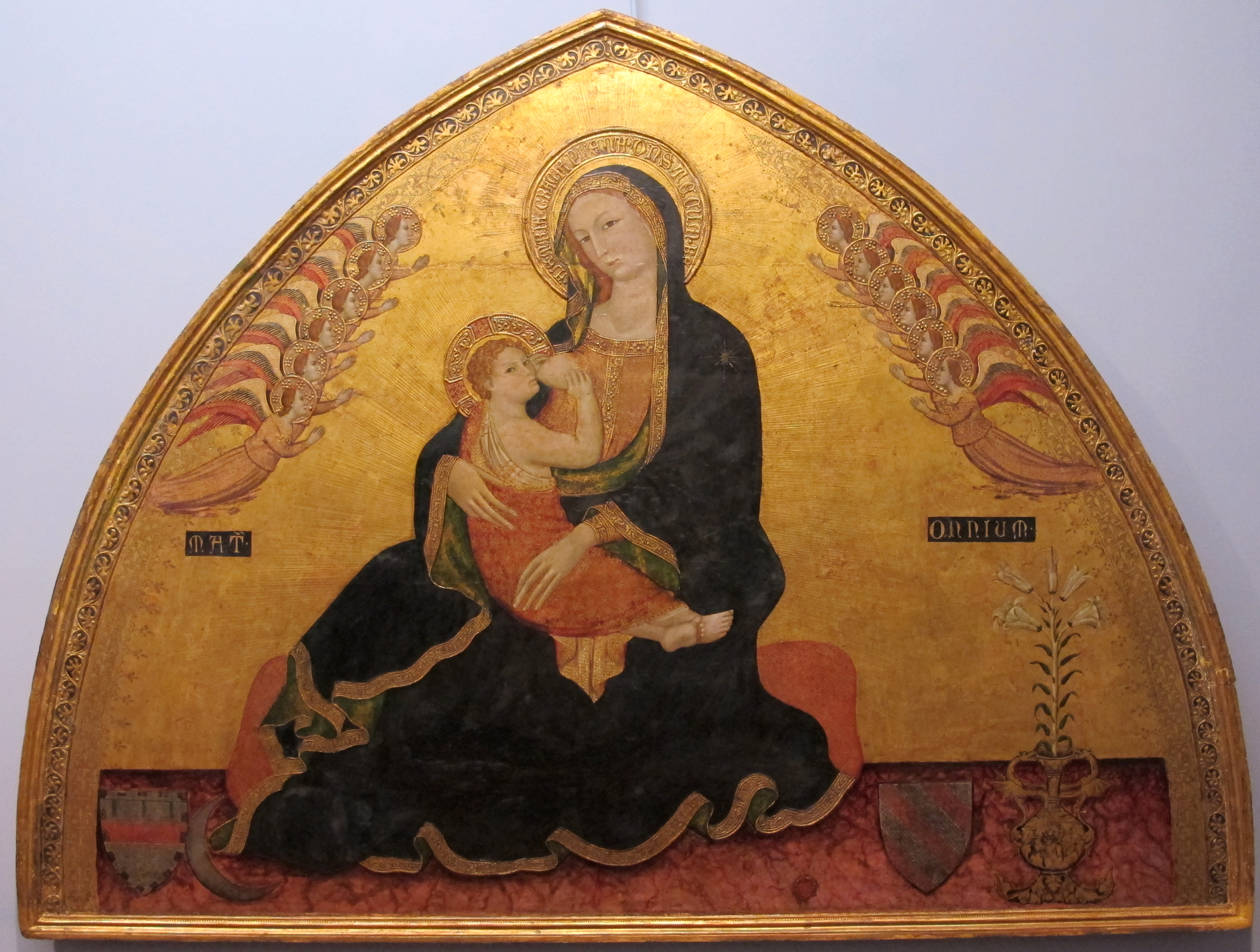
Virgen de la Humildad de Roberto d'Oderisio, sala 64.

La sala 63 y las dos siguientes albergan obras de la cultura campana que abarcan desde finales del siglo xii hasta principios del xv. Son dignos de mención un San Domingo, políptico de una iglesia napolitana; un objeto de mármol que forma parte de un candelabro; y una témpera sobre tabla titulada Santa María de Flumine, proveniente de una iglesia de los alrededores de Amalfi, que muestra las influencias bizantinas y árabes presentes en la península sorrentina.
La sala 64 exhibe las influencias que tuvo en el arte napolitano la llegada de la dinastía de Anjou y su mundo cortés. En efecto, los nuevos soberanos aportaron a la ciudad importantes obras, con la construcción de palacios e iglesias que tuvieron que ser decorados posteriormente. Los artistas llamados para decorarlos se inspiraron en las obras de Giotto, presente personalmente en la ciudad, y de su taller. Este es el caso de los artistas expuestos en esta sala como Roberto d'Oderisio, con su Crucifixión y la Virgen de la Humildad; y el sienés Andrea Vanni, con Santiago apóstol.
En la sala 65 se nota la influencia de la rama húngara de la dinastía de Anjou, en particular la de Carlos III de Nápoles y de Ladislao I de Nápoles. Este último encargó algunas obras a un pintor anónimo conocido como el «Maestro de las Historias de San Ladislao». Los dos soberanos, ocupados constantemente en campañas militares, fomentaron la presencia en Nápoles de numerosos artistas, en gran parte provenientes de la Toscana, como Niccolò di Tommaso.

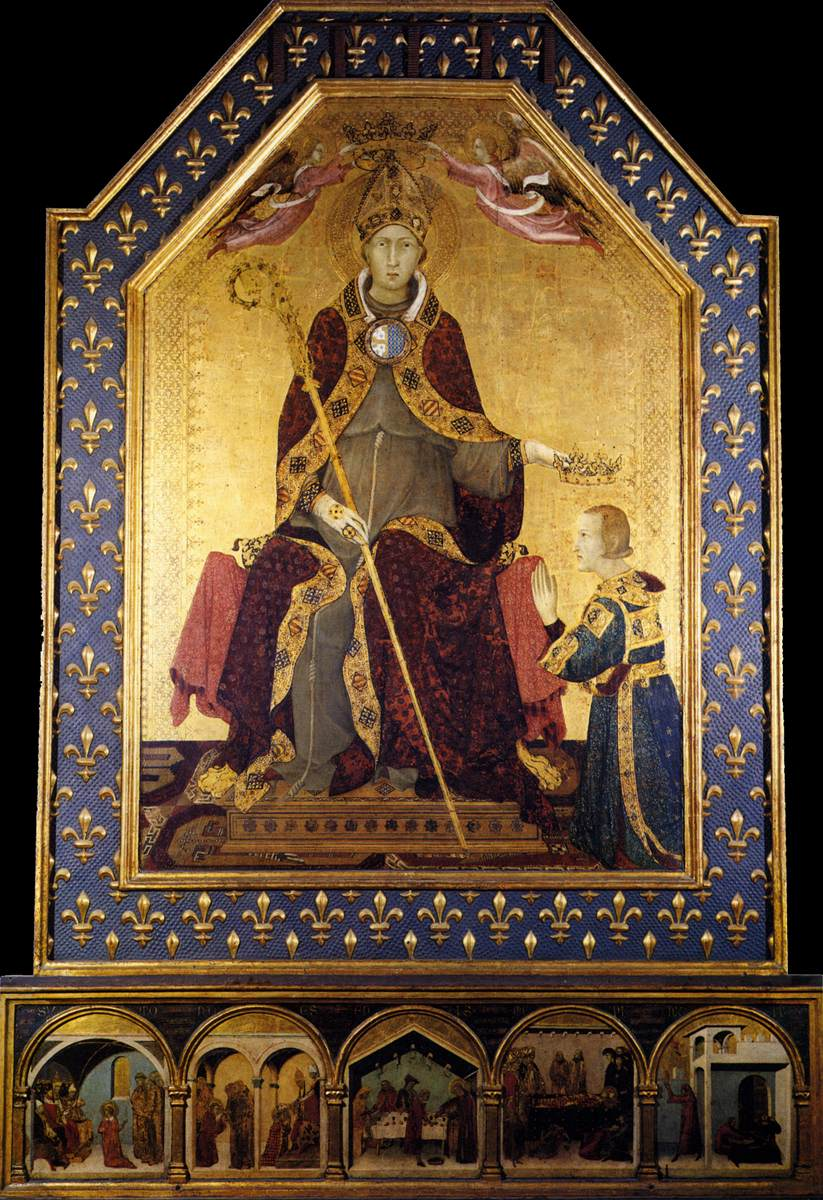
San Luis de Tolosa coronando a Roberto de Anjou, rey de Nápoles de Simone Martini, sala 66.

La sala 66 está dedicada exclusivamente a la obra maestra de Simone Martini, San Luis de Tolosa coronando a Roberto de Anjou, rey de Nápoles. Esta tabla, que se enmarca todavía en la época angevina de Nápoles, fue realizada por órdenes de Roberto I de Nápoles para recordar a su hermano Luis, que renunció al trono del reino tras haberse adherido a la orden franciscana.
La sala 67 acoge obras que marcan el final del reino angevino en Nápoles y el inicio del aragonés, con sus novedades pictóricas. En esta habitación están expuestos pintores y escultores flamencos, muy apreciados por Alfonso V de Aragón, pero también artistas italianos como Colantonio con la Entrega de la regla franciscana, San Jerónimo en el estudio y el Políptico de san Vicente Ferrer, primeros ejemplos de la pintura renacentista italiana, con un estilo a medio camino entre el italiano y el internacional, con influencias flamencas y catalanas.
En la sala 68 están expuestos los artistas que trabajaron en Nápoles durante el reinado de Fernando I y de Alfonso II, llamados por este último para la construcción del arco de triunfo del Castel Nuovo. Se trata de lombardos como Cristoforo Scacco di Verona y Protasio Crivelli, vénetos, sicilianos, dálmatas y españoles como Juan de Borgoña, además de Francesco Pagano y Pietro Befulco.
La sala 69, a través de sus obras, muestra la estrecha relación que se instauró a finales del siglo xv entre Alfonso II y la Toscana, pero también que los artistas umbros eran muy apreciados en la ciudad. Están expuestas obras de Pinturicchio y de Matteo di Giovanni, artistas fundamentales para la formación de los pintores locales como Francesco Cicino, asiduo realizador de polípticos entre los que destaca la Virgen con el Niño en el trono y santos.
La sala 70 marca el inicio del dominio español en Nápoles a principios del siglo xvi. Las obras alojadas demuestran una importante maduración del arte local, aquí representada con artistas como Giovanni Filippo Criscuolo y Andrea Sabatini, que se inspiran todavía en la pintura umbro-toscana mezclada con el clasicismo típico de Rafael, o artistas formados en otras zonas de Italia, como Cesare da Sesto, presente en la habitación con Adoración de los magos, que harán de trámite para las innovaciones en la pintura partenopea. La influencia española se siente además en la pintura de Pedro Fernández.
La sala 71 acoge una importante colección de esculturas de mármol del siglo xvi, tipo de producción artística en la que Nápoles se distingue particularmente con artistas como Girolamo Santacroce y Giovanni da Nola. Las obras expuestas son elementos decorativos de obras previamente albergadas en la iglesia de Santa Maria Assunta dei Pignatelli y cuatro altorrelieves provenientes de las iglesias de Sant'Agnello Maggiore y de Santa Maria delle Grazie Maggiore a Caponapoli.

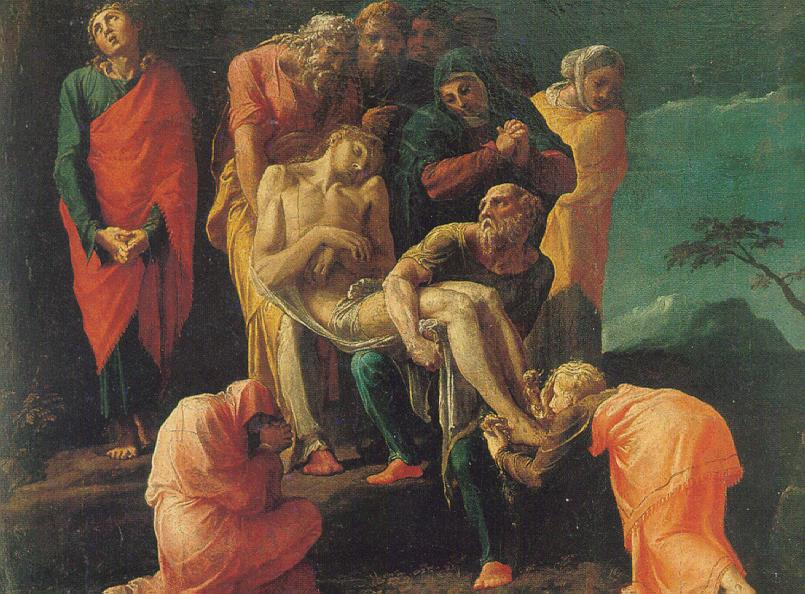
Descendimiento de la cruz de Polidoro da Caravaggio, sala 72.

En la sala 72 están expuestas las pinturas de Polidoro da Caravaggio, alumno y ayudante de Rafael, que se formó en Roma en la primera mitad del siglo xvi y que posteriormente trabajó brevemente en Nápoles. Entre las tablas expuestas está el Camino del Calvario, el Descendimiento de la cruz, San Pedro y San Andrés, que ponen de relieve el carácter original e inquietante del artista.
En la sala 73 se encuentran obras de artistas como Marco Cardisco y Pedro Machuca. El primero muestra la influencia manierista de Polidoro y la influencia clásica de Andrea da Salerno, muy visible en la Disputa de san Agustín. La pintura del segundo, autor de la Muerte y asunción de la Virgen, se caracteriza por las figuras suaves y las composiciones muy articuladas, que recuerdan en algunos aspectos al estilo de Rosso Fiorentino.
La relación entre Pedro Álvarez de Toledo y Zúñiga y la Toscana creó un intenso intercambio cultural entre Nápoles y Florencia o Siena, claramente visible en la sala 74, donde están expuestos artistas como Marco dal Pino, alumno de Beccafumi y activo durante mucho tiempo en la ciudad; Giovanni Antonio Bazzi; y, principalmente, Giorgio Vasari, con la Cena en casa del fariseo y la Presentación en el Templo.
La obra principal de la sala 75 es la Anunciación de Tiziano, raro ejemplo de pintura véneta en Nápoles, colocada originalmente en la capilla Pinelli de la basílica de Santo Domingo Mayor. Además, la pequeña sala denominada 75 bis tiene dos cuadros de carácter religioso, Camino del Calvario de Giovanni Bernardo Lama y Piedad y santos de Silvestro Buono, este último inspirado claramente en los pintores flamencos en boga en Nápoles a finales del siglo xvi.
En la sala 76 se exponen tablas de grandes dimensiones destinadas a ser retablos de altares mayores en una Nápoles que vivía con Felipe II de España una intensa época tanto de construcción de nuevos edificios religiosos como de decoración de iglesias ya existentes pero que debían adaptarse a los dictámenes de la Contrarreforma. Entre los autores de estas obras se recuerdan a los flamencos Aert Mytens y Dirk Hendricksz, a Girolamo Imparato y a Francesco Curia, con su Anunciación, considerada una de las obras maestras de la pintura meridional del siglo xvi.
Las obras presentes en la sala 77 marcan el punto álgido del arte napolitano del siglo xvi, momento en el que los artistas proponían representaciones sagradas que comunicaran con claridad el mensaje religioso a los fieles. Están expuestos Scipione Pulzone, con su pintura fría y purista; Ippolito Borghese y la pincelada esfumada de su Piedad; Fabrizio Santafede, más cercano a la cultura popular; y Luigi Rodriguez. Son característicos los cuadros del Caballero de Arpino, uno de los últimos miniaturistas activos en Nápoles, en particular en la cartuja de San Martino.

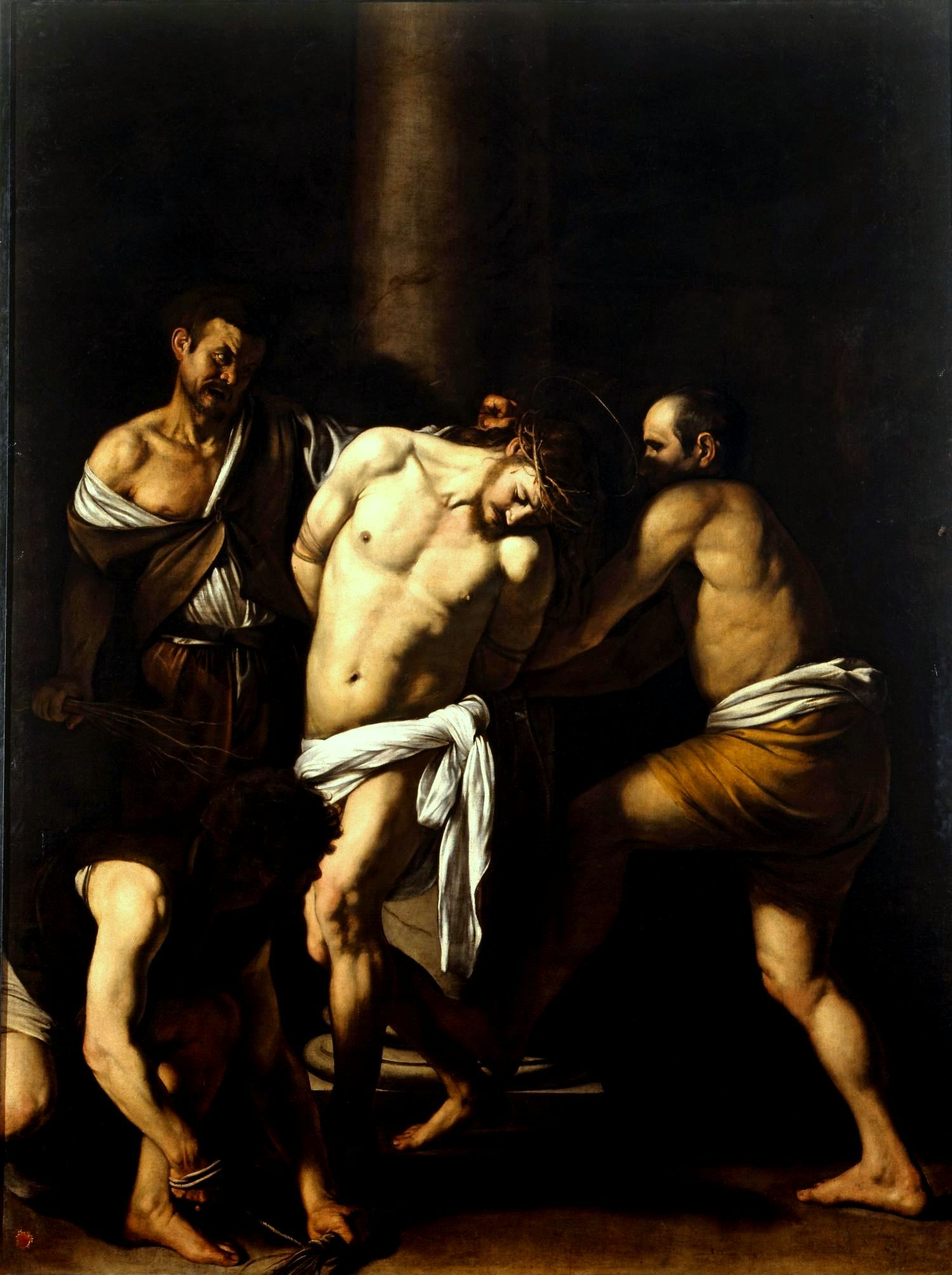
La flagelación de Cristo de Caravaggio, sala 78.

La sala 78 está dedicada exclusivamente a la La flagelación de Cristo de Caravaggio, obra que inaugura la gran época del siglo xvii napolitano. El artista estuvo activo en Nápoles entre 1606 y 1607 y entre 1609 y 1610, contribuyendo a transformar radicalmente la pintura religiosa napolitana, que hasta ese momento estaba compuesta por santos, ángeles y coronas, en una más simple, esencial y tenebrosa, que se refleja también en los callejones de la ciudad, una realidad hasta entonces ignorada, sentando así, sobre todo a partir de la segunda década del siglo xvii, las bases del naturalismo napolitano.
En la sala 79 están alojadas las obras de los llamados caravaggistas, es decir, los artistas que en sus obras se inspiraron en Caravaggio, como Filippo Vitale; Carlo Sellitto, que empezó como pintor elegante y estilizado para abrazar posteriormente de pleno este nuevo estilo; y Battistello Caracciolo, el más destacado caravaggista napolitano. Estos artistas consiguieron no obstante encontrar una identidad propia con una pintura abstracta y animada, como demuestran lienzos expuestos como el Ecce homo, el Cristo en la Columna, el Lamento sobre el cuerpo de Abel y Venus y Adonis.
Las salas 81, 83 y 84 están destinadas a la exposición cíclica de grabados y dibujos custodiados en el Museo de Capodimonte. La selección de las obras a exponer se realizó tanto con base en criterios de conservación como para arrojar luz sobre la actividad de los artistas que orbitaban en torno a Nápoles. También están expuestos grabados realizados entre los siglos xvii y xix. Completan la habitación un armario de manufactura inglesa y dos óleos sobre cobre de Francesco Guarini.

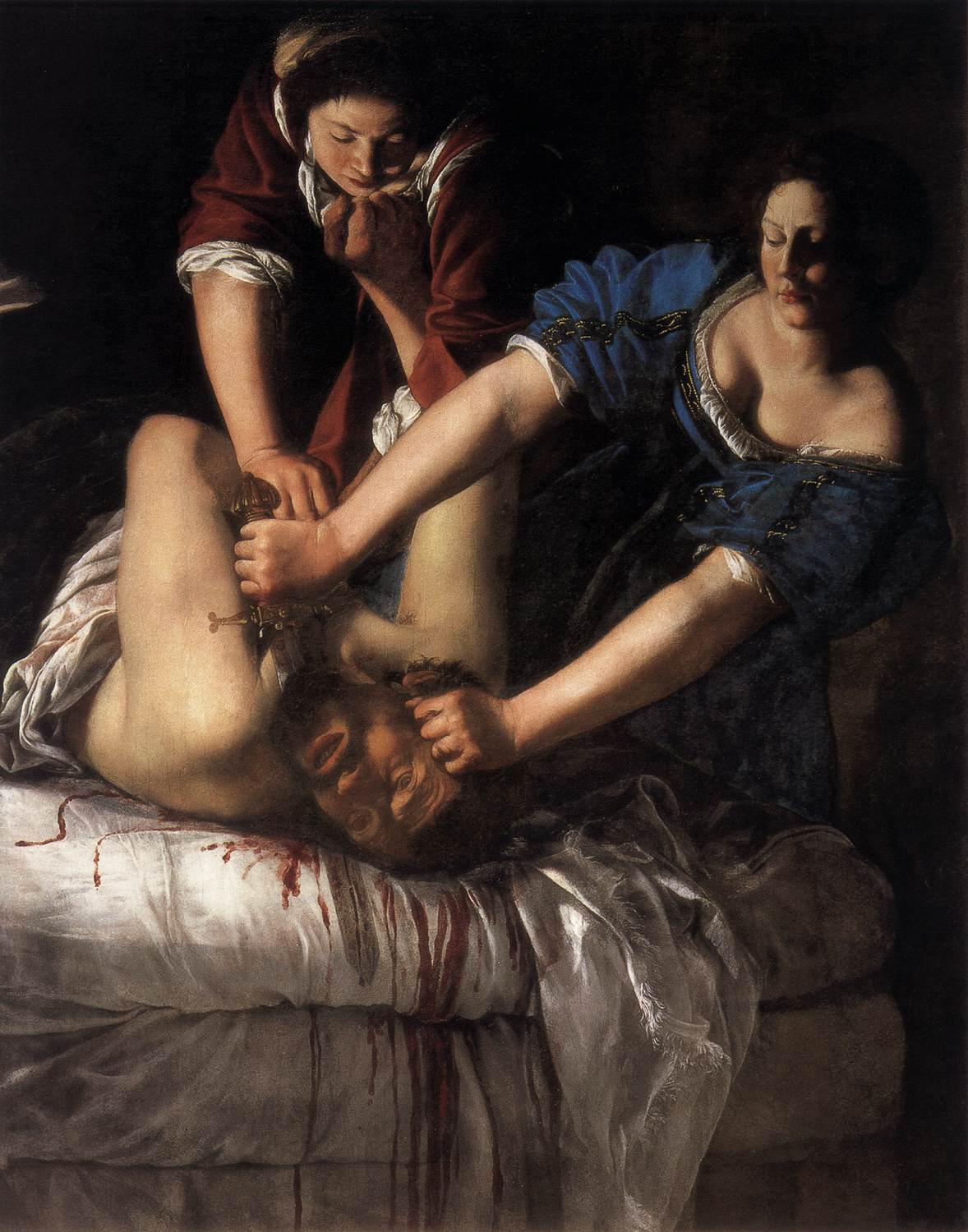
Judith decapitando a Holofernes de Artemisia Gentileschi, sala 87.

En la sala 87 están expuestas obras de artistas que trabajaron en Nápoles a principios del siglo xvii, época en la que se realizaron en las iglesias de la ciudad importantes obras de embellecimiento para las que se llamó a artistas de la zona y del extranjero, haciendo vivir a la pintura napolitana su época dorada. La obra principal de la habitación es Judit decapitando a Holofernes de Artemisia Gentileschi.
Las salas 88, 89 y 90 tienen los cuadros dispuestos de manera que parecen las capillas de una iglesia adornadas por grandes lienzos. Los artistas presentes son los del primer naturalismo napolitano, que siguen el camino abierto por Caravaggio y sus juegos de luces sobre fondo oscuro, aunque no faltan las influencias de la pintura emiliana y véneta, que se difundió en Nápoles a partir de los años cuarenta del siglo xvii. Entre los artistas están Artemisia Gentileschi, Battistello Caracciolo, Simon Vouet, Massimo Stanzione con el Sacrificio de Moisés y el Martirio de santa Águeda, Pietro Novelli, Cesare Fracanzano y José de Ribera con la Magdalena en meditación, Padre Eterno, Trinitas terrestris y San Jerónimo y el ángel del juicio.

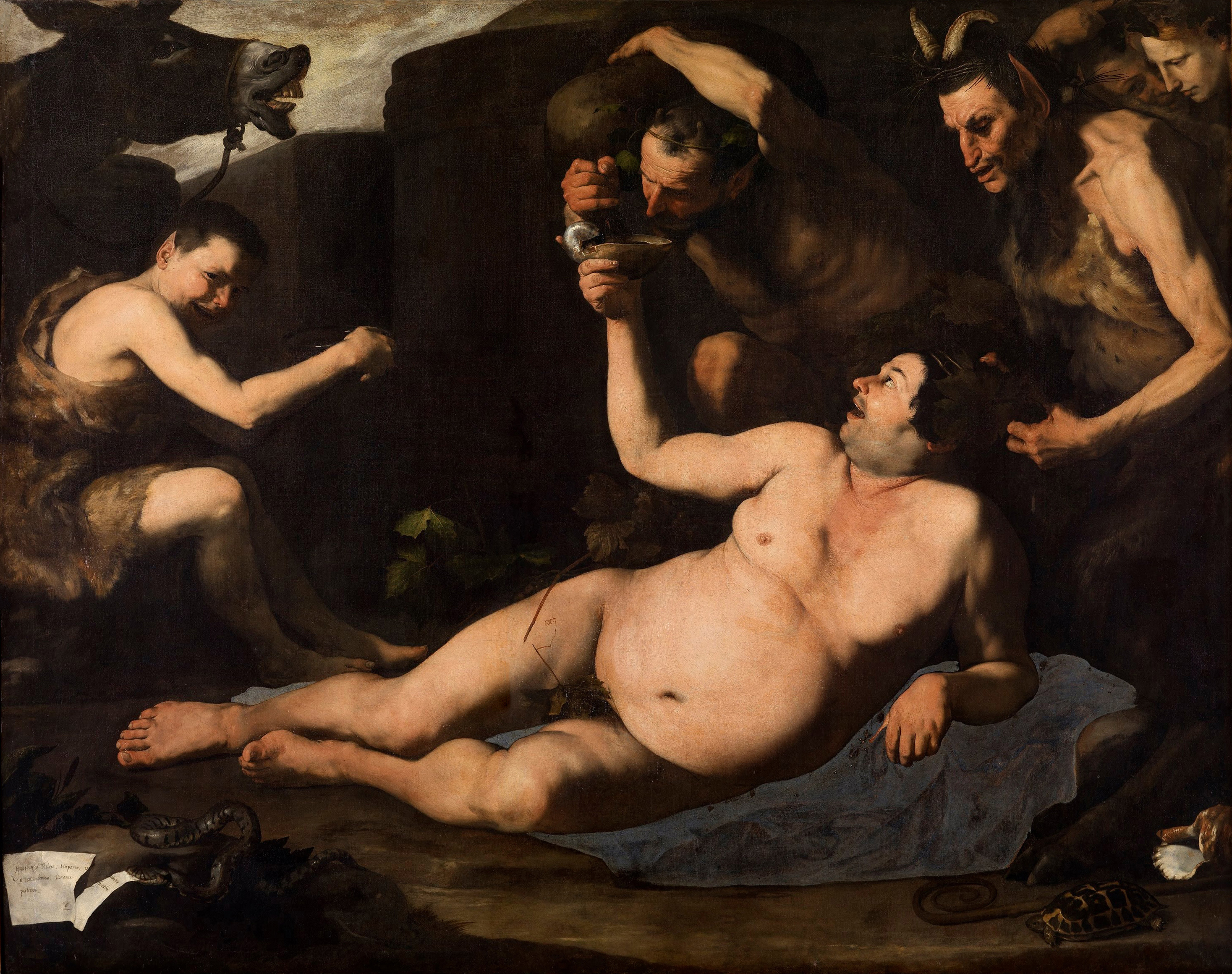
Sileno ebrio de José de Ribera, sala 91.

La sala 91 expone una de las obras maestras de Ribera, el Sileno ebrio, aunque no faltan pinturas de Pietro Novelli y Francesco Fracanzano, que abren el arte napolitano a la cultura europea. También son características las obras del llamado Maestro del Anuncio a los Pastores, que trata temas religiosos representados en un típico mundo pastoral, apreciados también en el resto de Europa gracias a la obra de exportación llevada a cabo por comerciantes de arte como Gaspar Roomer y Jan y Ferdinand van den Eynden.
En la sala 92, además del Interior de cocina de Francesco Fracanzano, destacan las obras de Matthias Stomer, pintor holandés activo en Roma, Nápoles y Sicilia, que aunque sigue la escuela de Caravaggio se abre a experimentaciones. En sus obras, como la Adoración de los pastores, la Cena de Emaús y la Muerte de Séneca, juega un papel fundamental la luz, sea natural o artificial como la de una candela, que ilumina las habitaciones oscuras en las que se centra la escena.
La sala 93 alberga la segunda generación de artistas napolitanos formados en la primera década del siglo xvii, protagonistas de una pintura fruto de las experimentaciones caravaggistas, con las influencias de las escuelas emiliana y europea. Están expuestos Giovan Battista Spinelli, cerca del estilo francés con su David con la cabeza de Goliat; Francesco Guarini, caracterizado por el uso de sombras naturales que se pueden apreciar en Santa Águeda y Santa Cecilia al címbalo y ángeles; y Andrea Vaccaro, uno de los mayores exponentes de esta época, cuyos cuadros mezclan lo sagrado y lo profano, como puede verse en el Triunfo de David y en la Adoración del becerro de oro.
En la sala 94 se encuentran numerosas obras de Bernardo Cavallino, un artista que consiguió comprender plenamente el gusto de la época orientando su pintura a los coleccionistas que preferían una pintura elegante y narrativa, con lienzos de pequeñas dimensiones creados para decorar los palacios napolitanos. Sus temas se inspiran en las composiciones poéticas de Torquato Tasso y de Giovan Battista Marino, y describen la vida simple y cotidiana. En la misma sala está expuesto además Johann Heinrich Schönfeld, atento estudioso de Cavallino.

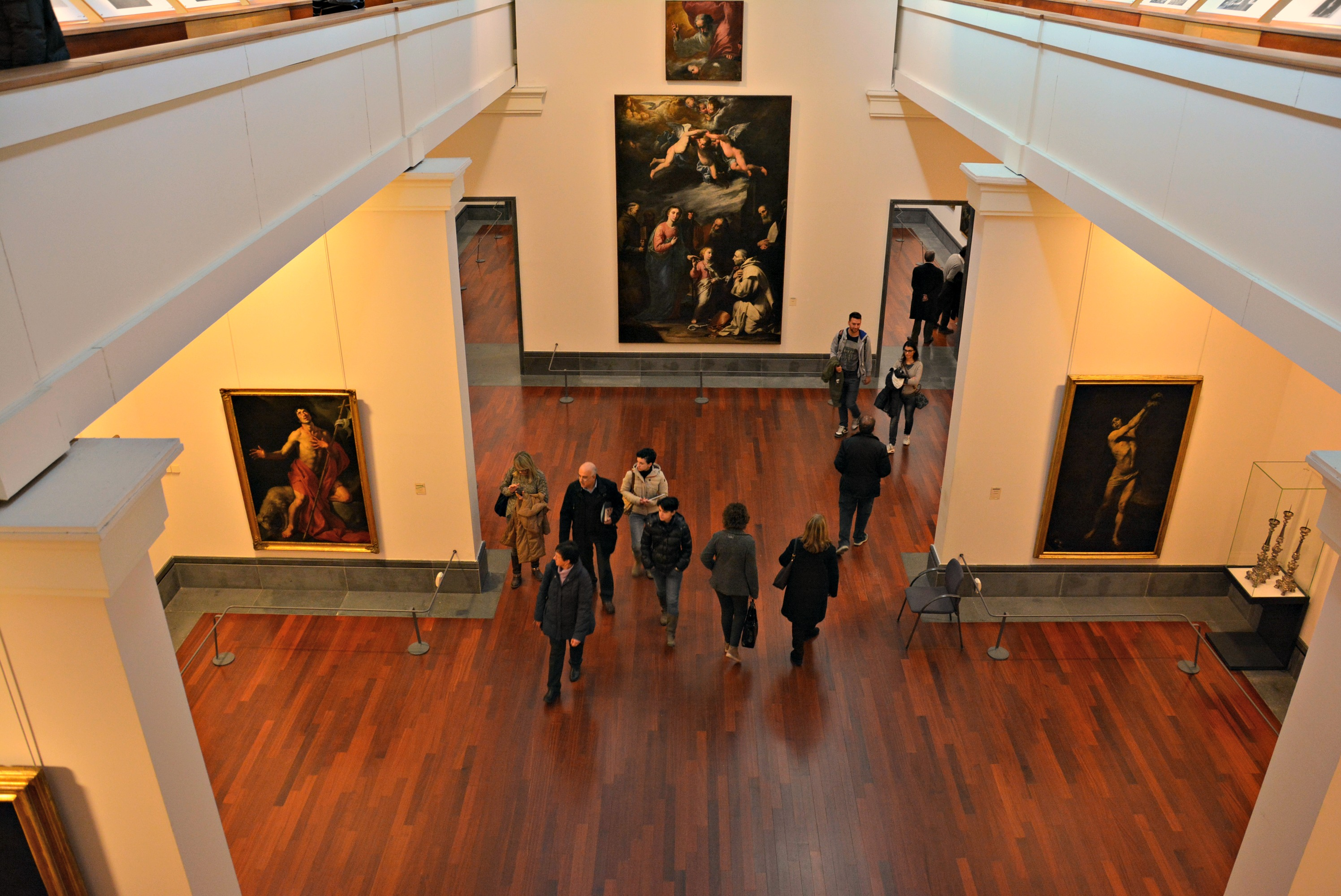
Vista de las salas 88, 89 y 90.

La sala 95 está centrada en esos artistas que trabajaron mayormente entre los años treinta y cuarenta del siglo xvii, es decir, Micco Spadaro, Salvator Rosa, Aniello Falcone y Andrea De Lione, los cuales se abren a un nuevo tipo de pintura compuesta por batallas históricas y mitológicas, adecuada también para representar mártires y santos en un ambiente poco sagrado.
En la pequeña sala 96 están expuestos bodegones no napolitanos: se trata de representaciones de Bartolomeo Bimbi, Carlo Maratta y Christian Berentz, de tonos apagados pero que disfrutaron de una particular fama entre los siglos xvii y xviii.
En la sala 97 continúan los bodegones, esta vez sin embargo de artistas napolitanos. Este fue un género muy en boga en la Nápoles de la época gracias a las influencias, cada vez más extendidas, del barroco, que empezaron a mediados del siglo xvii. En estos cuadros están representados peces, flores en jarrones de cristal y plata, fruta y cítricos. Entre los principales autores de los bodegones expuestos en la sala se encuentran Luca Forte, Giovan Battista Ruoppolo y Giuseppe Recco, que se inspiran en la pintura naturalista, con colores mediterráneos. Por otro lado, también hay cuadros de Andrea Belvedere y Paolo Porpora, influidos por su parte por la naciente vena artística rococó, caracterizada por una pintura más delicada.

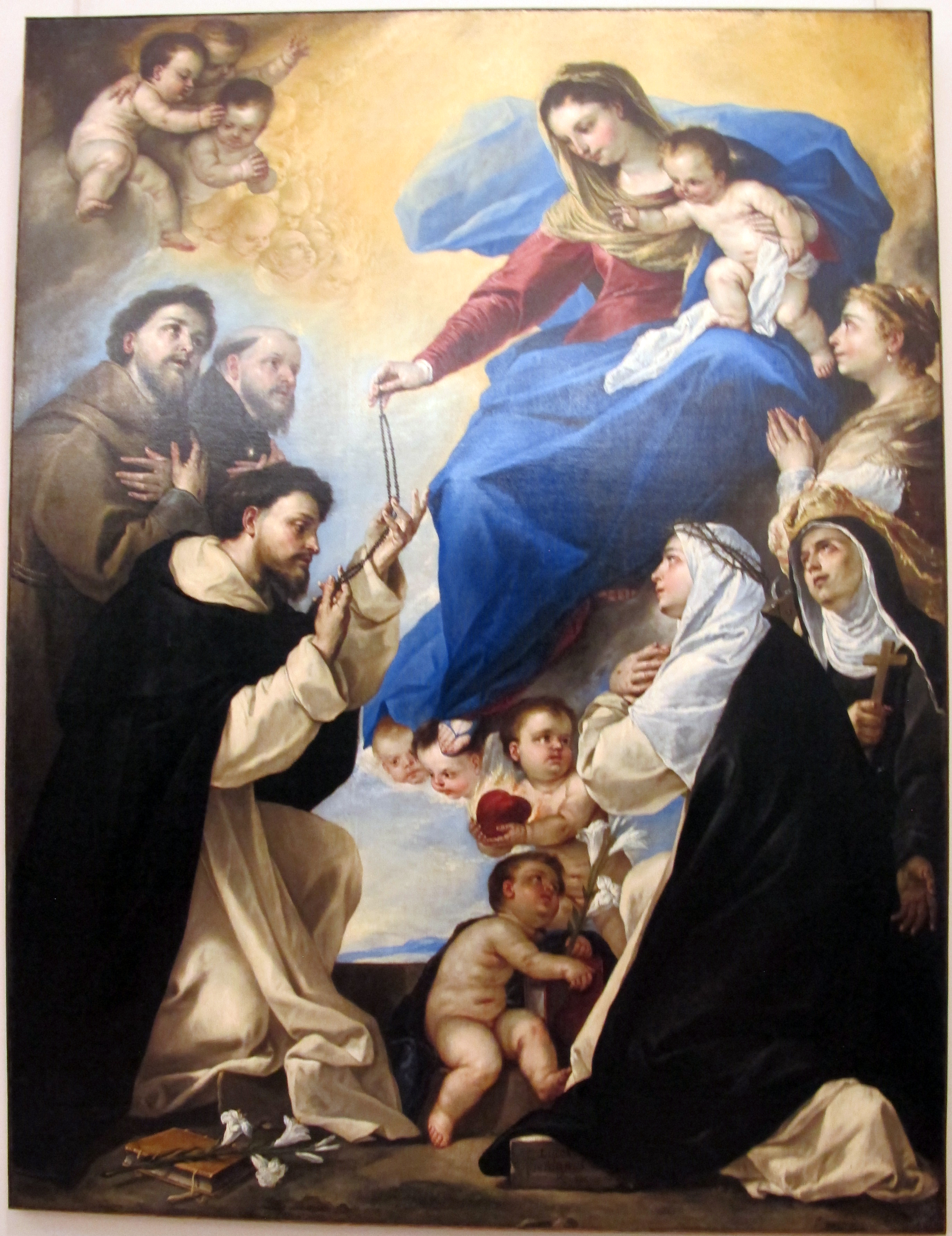
Virgen del Rosario de Luca Giordano, sala 103.

La sala 102 está dedicada enteramente a Mattia Preti, artista que, junto a Luca Giordano, fue durante aproximadamente una década uno de los más prolíficos por su actividad en Nápoles. En la sala están presentes dos bocetos preparatorios para los frescos que se realizarían en las puertas de la ciudad como exvoto por el final de la peste del 1656, y lienzos como Regreso del hijo pródigo, Banquete de Absalón y San Sebastián.
La sala 103 está dedicada a Luca Giordano, en cuyas obras muestra todas las novedades de la naciente corriente barroca y se pone como precursor del estilo rococó. En sus lienzos pueden verse grandes espacios y figuras de silueta suave con pieles rosadas y cabellos rubios, como en el Éxtasis de san Nicolás de Tolentino, la Mendicidad de santo Tomás de Villanova, la Virgen del Baldaquino, la Virgen del Rosario y la Sagrada Familia tiene la visión de los símbolos de la Pasión.
En la sala 104 están expuestas obras del siglo xviii napolitano de pintores como Francesco Solimena, heredero artístico de Luca Giordano, con sus característicos personajes retratados casi en pose teatral, como se puede apreciar en Eneas y Dido; Paolo De Matteis, también de la escuela de Giordano; Domenico Antonio Vaccaro; y Francesco De Mura, autor de una pintura más elegante respecto a la de su maestro Solimena.
La sala 105 está dedicada a los bocetos de los mayores realizadores de frescos del siglo xviii. Se trata de testimonios de obras a veces no concluidas, como el boceto de San Domingo resucita al nieto del cardenal Orsini, que realizó Domenico Antonio Vaccaro para la basílica de Santo Domingo Mayor, o perdidas con el tiempo, como la Masacre de los Giustiniani en Quíos, de Francesco Solimena. En la habitación también están expuestos Giacomo del Pò y Francesco De Mura.
La sala 106 concluye el recorrido de la pintura napolitana desde los siglos xiii al xviii, reuniendo obras de la última mitad del siglo xviii que marcan la llegada de los Borbones al trono del reino de Nápoles. Los nuevos soberanos, como puede apreciarse en los artistas expuestos en la sala, abandonaron a los napolitanos, excepto Giuseppe Bonito, y se abrieron hacia aquellos que tenían un estilo más europeo. Este es el caso de Gaspare Traversi, autor de una pintura irónica; Corrado Giaquinto; y Pietro Bardellino, con un estilo rococó y personajes de estampa mitológica.

#### Sala de los Tapices

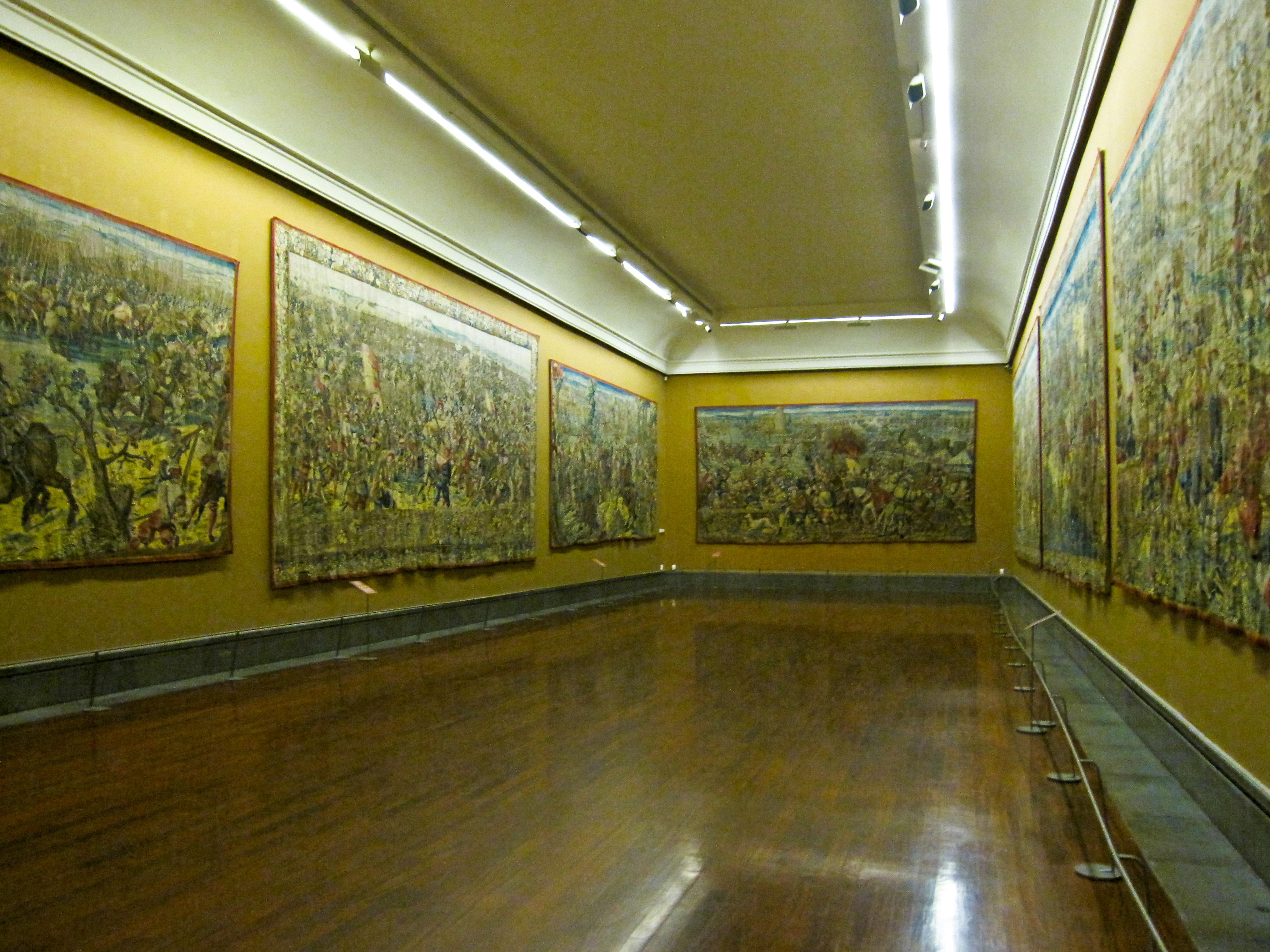
Vista de la Sala de los Tapices.

La sala 62, también conocida como Sala de los Tapices, alberga siete tapices que representan la batalla de Pavía, realizados entre 1528 y 1531 inspirándose en cartones de Bernard van Orley y tejidos en Bruselas como demuestra la sigla del tapicero William Dermoyen. En 1531 fueron donados por los Estados Generales de Bruselas al emperador Carlos V de Habsburgo y en 1571 pasaron a formar parte de la colección de Francesco Ferdinando d'Avalos, hasta 1862, cuando fueron donados al Estado italiano por Alfonso d'Avalos y trasladados al Museo de Capodimonte. Las siete obras reciben los siguientes títulos:
- Avance del ejército imperial y ataque de la Gendarmería francesa dirigida por Francisco I;
- Derrota de la caballería francesa; la infantería imperial se apodera de la artillería enemiga;
- Captura del rey de Francia Francisco I;
- Invasión del campo francés y huida de las damas y de los civiles que seguían a Francisco I;
- Invasión del campo francés: los suizos se niegan a avanzar pese a las intervenciones de sus jefes;
- Huida del ejército francés y retirada del duque de Alenzón al otro lado del Ticino;
- Salida de los asediados y huida de los suizos, que se ahogan en grandes cantidades en el Ticino.

#### Colección d'Avalos
Las salas 98, 99, 100 y 101 alojan la colección d'Avalos, una colección privada iniciada en el siglo xvii por el príncipe de Montesarchio Andrea d'Avalos, que coleccionó uno de los conjuntos más importantes de obras de artistas napolitanos del siglo xvii. Esta colección fue donada primero al Estado italiano y a continuación al Museo de Capodimonte en 1862: una parte de ella está distribuida en estas cuatro salas del museo, según su disposición original. La mayor parte de las obras son bodegones pero algunas tratan también temas históricos, mitológicos y literarios. Entre sus autores se encuentran artistas como Pacecco de Rosa, Luca Giordano, Andrea Vaccaro, Giuseppe Recco y José de Ribera, con una de sus obras maestras, símbolo de su madurez artística, Apolo y Marsias, sobre la cual basó su formación el propio Giordano.

#### Arte contemporáneo
La colección de arte contemporáneo fue inaugurada en 1996. Sin embargo, ya previamente el museo había alojado exposiciones sobre este género: en 1978 se presentó la exposición de Alberto Burri, mientras que en 1985 fue el turno de la de Andy Warhol, instalada en el que en la época se llamaba Salón Camuccini, convertido posteriormente en la sala 2. Esta sala fue elegida para albergar eventos de arte contemporáneo, papel que desempeñó desde 1986 hasta 1991 con las exposiciones de Gino De Dominicis en 1986, Mario Merz en 1987, Carlo Alfano y Sol LeWitt en 1988, Michelangelo Pistoletto, Luciano Fabro y Jannis Kounellis en 1989, y Eliseo Mattiacci en 1991, año en el que se concluyó el ciclo de exposiciones con la de Sigmar Polke, para permitir las obras de restauración del museo. Tras su reapertura se decidió realizar una exposición permanente de obras contemporáneas.
La galería empieza con tres obras realizadas in situ, alojadas en tres habitaciones: la primera, llamada Sin título, de Jannis Kounellis, está hecha de frascos, hierros, sacos y carbón; la segunda es de Daniel Buren, tiene por título Indicios y consiste en papeles adhesivos de colores sobre cartón yeso y pavimento de mármol; y la tercera, titulada Gran grieta negra, es un panel de Alberto Burri en mayólica y esmalte. En la sala 82 están expuestas otras obras contemporáneas de los materiales más variados, como óleo sobre lienzo, bronce, hierro, vidrio, madera pintada o témperas, de artistas como Guido Tatafiore, Renato Barisani, Domenico Spinosa, Augusto Pérez, Gianni Pisani, Raffaele Lippi, Lucio Del Pezzo, Carmine Di Ruggiero y Mario Persico.

### Tercera planta

La tercera planta:
██ Arte contemporáneo
██ Sección fotográfica
██ Galería del Siglo xix.

La tercera planta alberga la continuación de la colección de arte contemporáneo, la Galería del Siglo xix y la sección fotográfica.
La sección de arte contemporáneo continúa desde la segunda planta. En la habitación que se encuentra en el ático del palacio está la instalación de Mario Merz, Onda de choque, realizada con hierro, neón, periódicos, piedras y vidrio; la de Joseph Kosuth, Una observación gramatical, un escrito en la pared iluminado por neón y espejos; y la de Carlo Alfano, Habitación, con brújulas de aluminio, grafito y neón. Entre las otras obras, la de mayor prestigio es Vesubio de Andy Warhol, a la que hay que añadir las obras de Enzo Cucchi, Mimmo Paladino, Hermann Nitsch, Sigmar Polke, Gino De Dominicis, Joseph Kosuth, Michelangelo Pistoletto, Luigi Mainolfi y Ettore Spalletti.
La Galería del Siglo xix expone obras de artistas adquiridas o donadas al museo en la época inmediatamente posterior a la unificación italiana. Se trata tanto de autores napolitanos como de otros provenientes de diferentes zonas de Italia, de manera que forman un único lenguaje figurativo nacional que es capaz de transmitir los aspectos históricos, sociales, naturalistas y culturales de la época. La colección se abre con las dos personalidades más relevantes del momento, Domenico Morelli y Filippo Palizzi, más orientado a las representaciones naturalistas. Es digno de mención el grupo de artistas pertenecientes a la escuela de Resina, como Marco De Gregorio, Federico Rossano, Michele Cammarano y Giuseppe De Nittis. También destacan Gioacchino Toma, centrado en la comprensión de los estados de ánimo, que representa con calma y sobriedad; Vincenzo Migliaro; Francesco Paolo Michetti, que orienta su obra hacia las escenas de la vida popular; Antonio Mancini, cuyas obras tienen como protagonistas a los niños del pueblo; y Giovanni Boldini, Francesco Saverio Altamura, Giacomo Balla y Giuseppe Pellizza da Volpedo.
La sección fotográfica fue inaugurada en 1996 y está compuesta por cincuenta y dos fotografías de Mimmo Jodice que retratan a los protagonistas de la fase de la cultura napolitana que va del 1968 al 1988, con personajes como Emilio Notte, Nino Longobardi, Andy Warhol y Joseph Beuys.